# Okręty podwodne typu George Washington
Okręty podwodne typu George Washington – pierwszy typ amerykańskich okrętów podwodnych wyposażonych w pociski balistyczne SLBM. Pięć jednostek tego typu, po niezwykle szybkim procesie konstrukcji i budowy, przyjętych zostało do służby w latach 1959–1961. Okręty te były pierwszymi na świecie okrętami podwodnymi przenoszącymi pociski balistyczne, które wyposażono w napęd jądrowy. Były też pierwszymi przenoszącymi pociski z napędem na paliwo stałe, pierwszymi, które miały możliwość wystrzeliwania pocisków w zanurzeniu, pierwszymi też obsługiwanymi wymiennie przez dwie załogi („złotą” i „niebieską”). 20 czerwca 1960 roku, „George Washington” – okręt prototypowy tego typu – dokonał pierwszego w historii podwodnego odpalenia pocisku balistycznego.
Okręty typu George Washington były pierwszymi jednostkami składającego się z 41 okrętów systemu rakietowego Polaris/Poseidon, nazywanego czasem potocznie „41 for freedom”, którego misją było odstraszanie nuklearne. Z uwagi na niski stopień precyzji pocisków Polaris A-1 i Polaris A-3, pociski te wraz z przenoszącymi je okrętami typu George Washington uważane były za system strategiczny zdolny jedynie do odwetu nuklearnego wobec radzieckich miast. Z tego samego między innymi powodu, nie były technicznie zdolne do wykonania pierwszego uderzenia jądrowego na radzieckie lądowe wyrzutnie pocisków balistycznych ICBM oraz inne krytyczne elementy radzieckich sił strategicznych.

## Geneza

### Początki programu balistycznego US Navy
Na początku 1944 roku Klaus Riedel – pracownik niemieckiego ośrodka rakietowego w Peenemünde – zaproponował wystrzeliwanie pocisków V-2 na Wielką Brytanię z Morza Północnego, dokąd miały być holowane w kontenerach startowych przez okręty podwodne. Kontenery V-2 miały około 32 metrów długości, 5,7 metra średnicy oraz wyporność 500 ton, obok jednego pocisku mieściły m.in. pomieszczenie osób obsługujących, centrum bojowe, zbiornik paliwa rakietowego oraz zbiorniki balastowe.

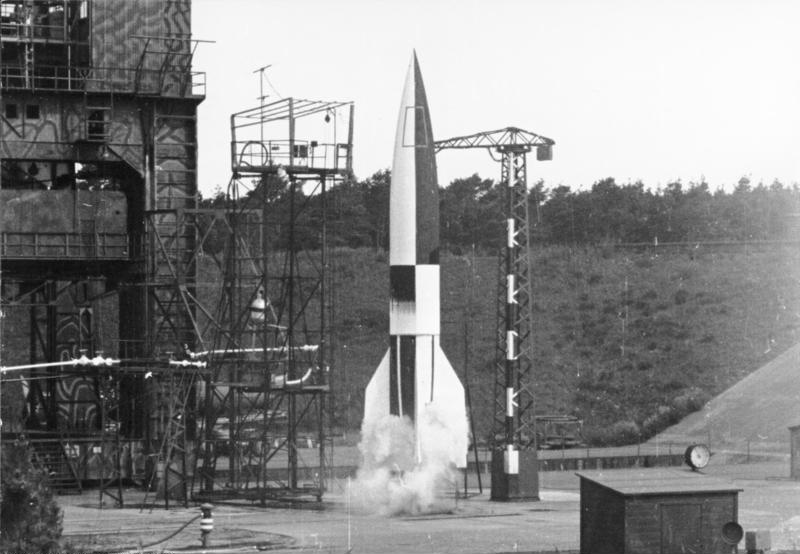
Pocisk V-2 w 1943 roku

Jeden okręt podwodny mógł holować do trzech pojemników. Planowane było także holowanie pojemników przez Atlantyk, co miało umożliwić atak na Nowy Jork – stanowiący główny cel na kontynencie amerykańskim. W ramach tej misji obsługa pocisku podróżować miała na pokładzie okrętu podwodnego, po czym w celu odpalenia pocisku miała przejść do kontenera, dokonać tankowania i odpalić go. Projekt kontenerów ukończony został w sierpniu 1944 roku w stoczni Vulkan w Szczecinie, tam też rozpoczęte zostały prace nad ich budową. W momencie zakończenia wojny, trzy kontenery były ukończone w 65–70 procentach, natomiast model prototypowy został przetestowany na wodach przybrzeżnych w pobliżu Peenemünde.
Począwszy od października 1945 roku Wielka Brytania, USA oraz ZSRR rozpoczęły serię testów na zdobytych lub skompletowanych pociskach V-2. 6 września 1947 roku „amerykański” V-2 został wystrzelony z pokładu lotniskowca USS „Midway”, co uznawane jest za pierwszy start pocisku balistycznego z platformy mobilnej. Od tego momentu na liście priorytetów United States Navy znalazły się guided missile ships, czyli okręty zdolne do przenoszenia i wystrzeliwania pocisków rakietowych. Pierwszymi tego typu okrętami miały być wielozadaniowe lotniskowce – przystosowane zarówno do przenoszenia broni balistycznej, jak i wykonywania normalnych dla tej klasy jednostek zadań – a także nieukończony pancernik USS „Kentucky” oraz wielki krążownik USS „Hawaii”. Zarówno Stany Zjednoczone, jak i Związek Radziecki znały niemiecką ideę podwodnych wyrzutni rakiet, ale nie przejawiały wielkiego zainteresowania tą koncepcją – większe nadzieje pokładając w morskich pociskach samosterujących dla uderzeń dalekiego zasięgu. W Stanach Zjednoczonych nowo utworzone siły powietrzne (United States Air Force) prowadziły badania w zakresie technologii balistycznych, współzawodnicząc z kierowanym przez Wernhera von Brauna programem amerykańskich wojsk lądowych. W Związku Radzieckim program balistyczny prowadzony był z wykorzystaniem niemieckich naukowców przewiezionych pod Moskwę z ośrodka naukowo-badawczego Instytut Rabe w Bleicherode koło Nordhausen w okupowanych Niemczech, gdzie mieli pracować pod nadzorem NKWD oraz Zarządu Artylerii Armii Czerwonej. W 1949 roku w ZSRR przygotowano wstępny projekt rakietowego okrętu podwodnego pod sygnaturą Projekt P-2, którego planowanym zadaniem było wykonywanie uderzeń na cele lądowe. Projekt opracowany został przez CKB-18 (późniejsze biuro konstrukcyjne Rubin). Okręt miał zakładaną wyporność nawodną niemal 5400 ton, a przenosić miał 12 pocisków R-1 (radzieckich wersji V-2) oraz pocisków manewrujących Łastoczka. W realizacji programu tego okrętu napotkano jednak dużą liczbę problemów, których konstruktorzy nie zdołali pokonać, w tym m.in. problemy ze stabilizacją pocisku przed jego odpaleniem. W pierwszej fazie rozwoju morskich systemów rakietowych woda-ziemia zarówno ZSRR, jak i USA traktowały ten rodzaj broni jako broń wyłącznie taktyczną bez znaczenia strategicznego.

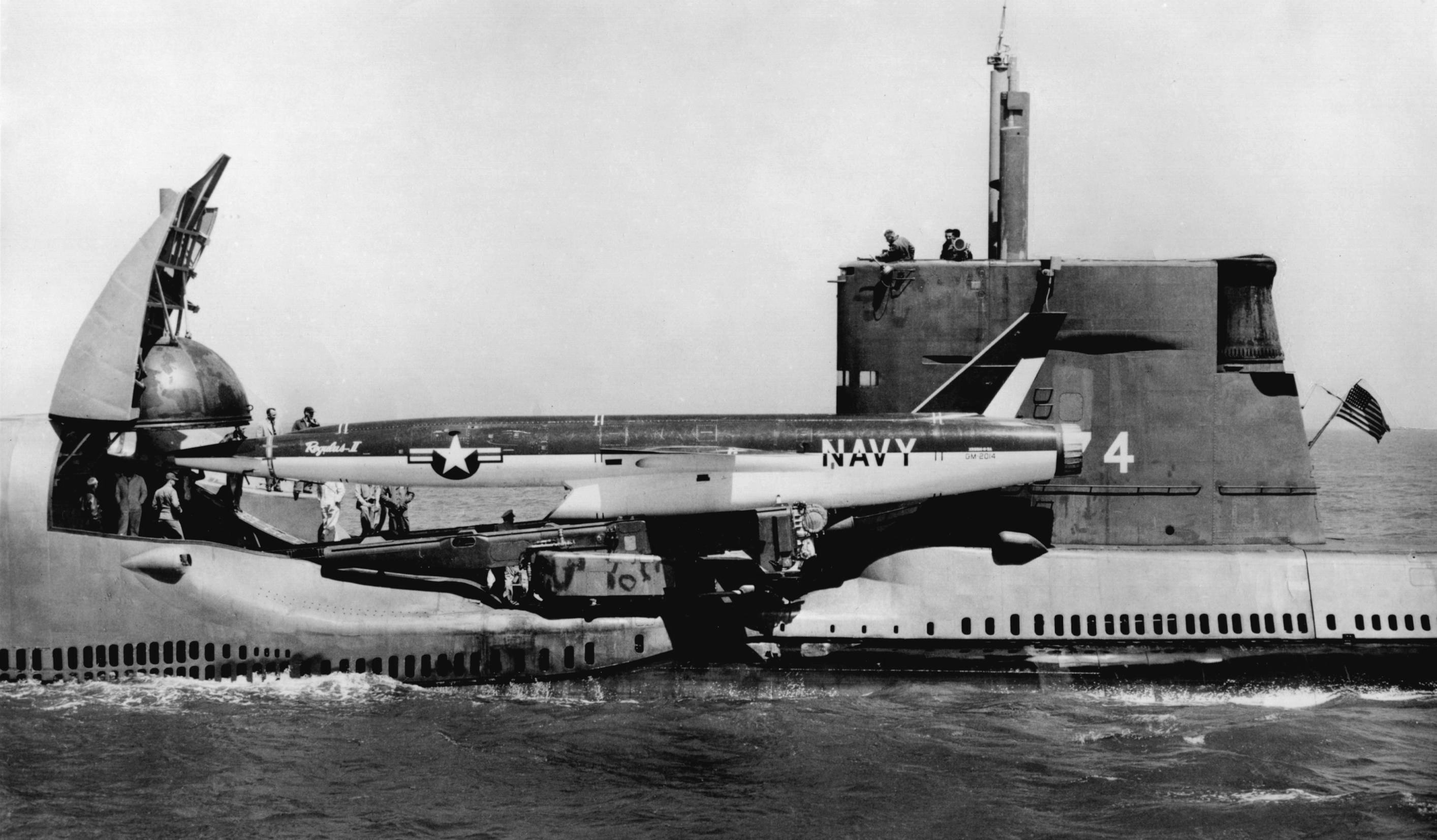
USS „Grayback” w trakcie przygotowań do odpalenia pocisku manewrującego Regulus II

Od 1945 roku wielu oficerów związanych z bronią podwodną podkreślało przydatność okrętów podwodnych do ataku na wrogie terytorium. Okręty tej klasy nie mogły rzecz jasna przenosić dużej liczby broni, miały jednakże możliwość skrytego działania w pobliżu wrogiego terytorium oraz dostarczenia ładunków jądrowych do żywotnych celów na terytorium przeciwnika w niewielkiej odległości od wybrzeża. Po przeprowadzeniu startu V-2 z lotniskowca „Midway” w 1947 roku, US Navy nie przykładała jednak większej wagi do pocisków balistycznych, skupiając się na innych rodzajach nowych broni, w szczególności związanych z lotniskowcami. Piętno na amerykańskim stosunku do broni rakietowej odcisnęło wywodzące się z II wojny światowej postrzeganie floty wojennej przede wszystkim jako projekcji siły grup lotniskowców. Niezależnie bowiem od znaczącej roli, jaką odegrały amerykańskie okręty podwodne w trakcie wojny na Pacyfiku, lotniskowce wciąż pozostawały centralnym elementem amerykańskiej floty. Na dodatek największym problemem marynarki w późnych latach czterdziestych stały się duże cięcia budżetowe w zakresie wydatków obronnych, jakie nastąpiły za prezydentury Harry’ego Trumana, co w roku 1949 stało się jedną z przyczyn tzw. rewolty admirałów. Innym polem zainteresowania amerykańskiej marynarki był rozwój systemów pocisków manewrujących wystrzeliwanych z okrętów podwodnych. Zainteresowanie bronią balistyczną w marynarce ustępowało naciskowi na rozwój systemów aerodynamicznych, przede wszystkim z powodu – jak sądzono – zbyt wielkich kosztów i małej wiarygodności tego rodzaju systemów. Intensywnie za to rozwijano programy pocisków Regulus, z zamiarem zastosowania ich na okrętach podwodnych o napędzie spalinowo-elektrycznym, z momentem zaś pojawienia się praktycznej technologii napędu nuklearnego dla okrętów podwodnych – także na okrętach pozbawionych wad napędu konwencjonalnego. Rozwijano w związku z tym programy jednostek SSG (np. USS „Grayback”), w późniejszym zaś czasie SSGN (USS „Halibut”). Tymczasem jednak, od 1950 aż do 1954 roku, zarówno marynarka, jak i siły powietrzne, nie przejawiały zainteresowania pociskami balistycznymi, wychodząc z założenia, że niska celność pocisków balistycznych dalekiego zasięgu nie uzasadnia wysiłków niezbędnych dla ich opracowania. Jednym z nielicznych przypadków zainteresowania przedstawicieli marynarki wojennej Stanów Zjednoczonych balistyczną bronią rakietową w tym okresie była propozycja z 1950 roku, w której komandor Francis D. Boyle – dowódca okrętu podwodnego z czasów II wojny światowej – zaproponował stworzenie na bazie dotychczasowych jednostek podwodnych okrętów rakietowych guided missile submarines. Innowacyjność tego pomysłu polegała m.in. na propozycji pionowych wyrzutni oraz zastąpieniu systemu napędowego opartego na śrubach systemem pędników strugowodnych.

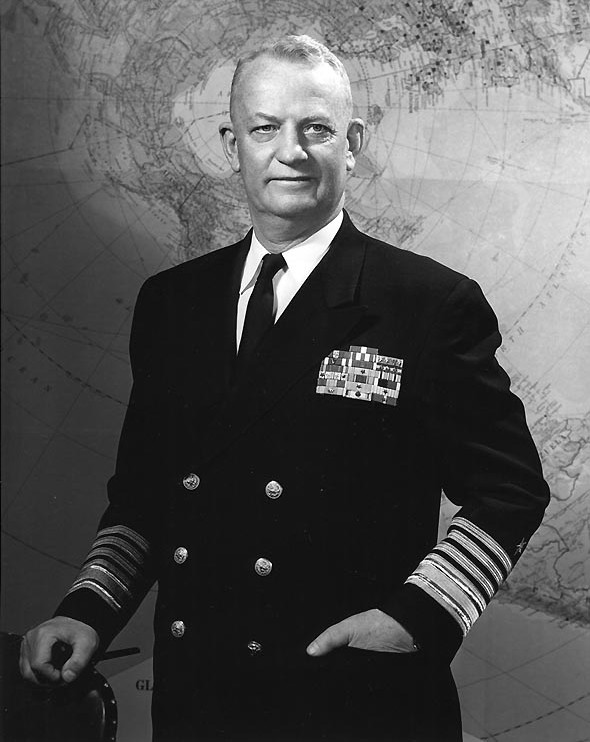
Admirał Arleigh Burke

W tym czasie nie podjęto jednak w USA jakiegokolwiek służącego marynarce wojennej programu balistycznego. Idea ta nabrała w USA impetu dopiero po przeprowadzeniu 12 sierpnia 1953 roku przez ZSRR próby jądrowej z bombą wodorową. Strach przed stopniem zaawansowania radzieckich pocisków strategicznych pchnął marynarkę zainteresowania bronią balistyczną. Marynarka wojenna miała także dwa nieoficjalne powody niechęci do programu balistycznego. Po pierwsze: od późnych lat 40. XX w. Bureau of Aeronautics oraz Bureau of Ordnance niezależnie od siebie prowadziły programy rozwoju pocisków manewrujących (dla okrętów podwodnych) przeznaczonych do ataku na cele lądowe. Żadne z tych biur nie chciało wydzielać własnych zasobów naukowo-badawczych i konstrukcyjnych dla programu balistycznego. Drugim, nieoficjalnym powodem niechęci była przegrana marynarki wojennej w kontrowersyjnej rywalizacji z siłami powietrznymi w sprawie: „bombowiec B-36 czy lotniskowce typu United States”. Przegrana ta kosztowała marynarkę sporo prestiżu oraz anulowanie programu pierwszego powojennego lotniskowca „United States”. W rezultacie, dowództwo marynarki chciało uniknąć kolejnej batalii między różnymi formacjami sił zbrojnych, tym razem o pociski balistyczne. Jednym z powodów niechęci – tym razem bardzo realnym, była obawa o konieczność ponoszenia kosztów nowej broni, poza zwykłym budżetem marynarki. Doszło wręcz do tego, że szef operacji morskich (CNO) w latach 1953–1955, admirał Robert B. Carney, zagroził sankcjami wobec oficerów marynarki wspierających program balistyczny.
Stanowisko US Navy wobec programu balistycznego zmieniło się wraz z objęciem stanowiska szefa operacji morskich (CNO) przez admirała Arleigha Burke, który stanął na stanowisku, iż technologia balistyczna jest potrzebna marynarce i powinna być rozwijana równolegle do rozwoju technologii pocisków manewrujących. Jak twierdzi biograf admirała – David A. Rosenberg – wsparcie, wbrew opozycji w marynarce, najwyższego priorytetu programu balistycznego US Navy, było najbardziej znaczącą inicjatywą Arleigha Burke’a w trakcie sprawowania przez niego po raz pierwszy tej funkcji w latach 1955–1957. Pod koniec 1955 roku, prezydent oraz departament obrony zdecydowali, że mimo przyznania najwyższego priorytetu Brickbat 01, liczba programów balistycznych sił zbrojnych nie może przekroczyć czterech. Aprobatę dla trzech programów uzyskały siły powietrzne (Atlas i Titan ICBM oraz Thor MRBM). Z uwagi na doświadczenie jej niemieckich inżynierów – czwarty program uzyskała armia dla swojego Jupiter IRBM. W tej sytuacji, marynarka mogła brać udział w rozwoju broni balistycznych wyłącznie przez znalezienie partnera w pozostałych rodzajach sił zbrojnych. US Navy zwróciła się więc pierwotnie w stronę programu US Air Force, jednakże siły powietrzne nie były zainteresowane współpracą z US Navy – raz z uwagi na fakt, iż przystosowanie ich pocisku Thor do warunków morskich wymagałoby zbyt dużych zmian, po drugie zaś, siły powietrzne zwyczajnie nie potrzebowały partnera.

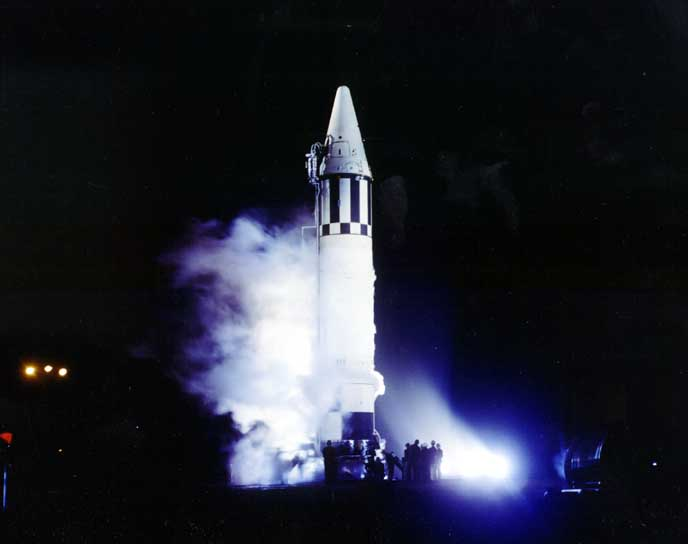
Start testowy PGM-19 Jupiter

Po odmowie ze strony sił powietrznych, marynarka zwróciła się z propozycja wspólnego programu IRBM do armii, której współpraca z US Navy z technicznego punktu widzenia nie była bardziej potrzebna niż siłom powietrznym, miała natomiast sens organizacyjny – jako dająca lepsze perspektywy przeciwdziałania hegemonii sił powietrznych w zakresie broni balistycznych. Na początku listopada 1955 roku, CNO Arleigh Burke oraz szef sztabu armii Maxwell Taylor porozumieli się co do współpracy w tym zakresie. 8 listopada 1955 roku, sekretarz obrony Charles Wilson wystosował do sekretarzy poszczególnych rodzajów wojsk memorandum autoryzujące programy balistyczne, w tym lądowy program IRBM sił powietrznych („IRBM nr 1”) oraz wspólny program armii i marynarki („IRBM nr 2”). Przed ostatnim z tych programów postawiono dwa cele: osiągnięcie wstępnej zdolności do rozmieszczenia pocisku balistycznego na pokładzie okrętu oraz zapewnienie lądowej alternatywy dla programu IRBM sił powietrznych. Duża część dowództwa US Navy była jednak sceptyczna wobec przystąpienia do programu Armii, gdyż ta opracowywała pocisk napędzany paliwem ciekłym, które uważano za zbyt niebezpieczne do obsługi na morzu. Także sam mierzący 18,3 metra pocisk, jak sądzono, był zbyt kłopotliwy nawet na pokładzie okrętu nawodnego.
Tak zdefiniowany program balistyczny był organizacyjnym kompromisem. Jego natura zdeterminowana była nie przez jasno zdefiniowaną rolę strategiczną, ani też przez określone preferencje techniczne, lecz przez prostą potrzebę dokonania podziału przydzielonego siłom zbrojnym balistycznego „tortu”. W szczególności, admirał Burke – wbrew poglądom przeciwników programu balistycznego podnoszącym nadmierny drenaż budżetu marynarki przez tego rodzaju programy – stał na stanowisku, iż US Navy powinna rywalizować z US Air Force o przydzielone dla programów balistycznych zasoby.

### Special Projects Office

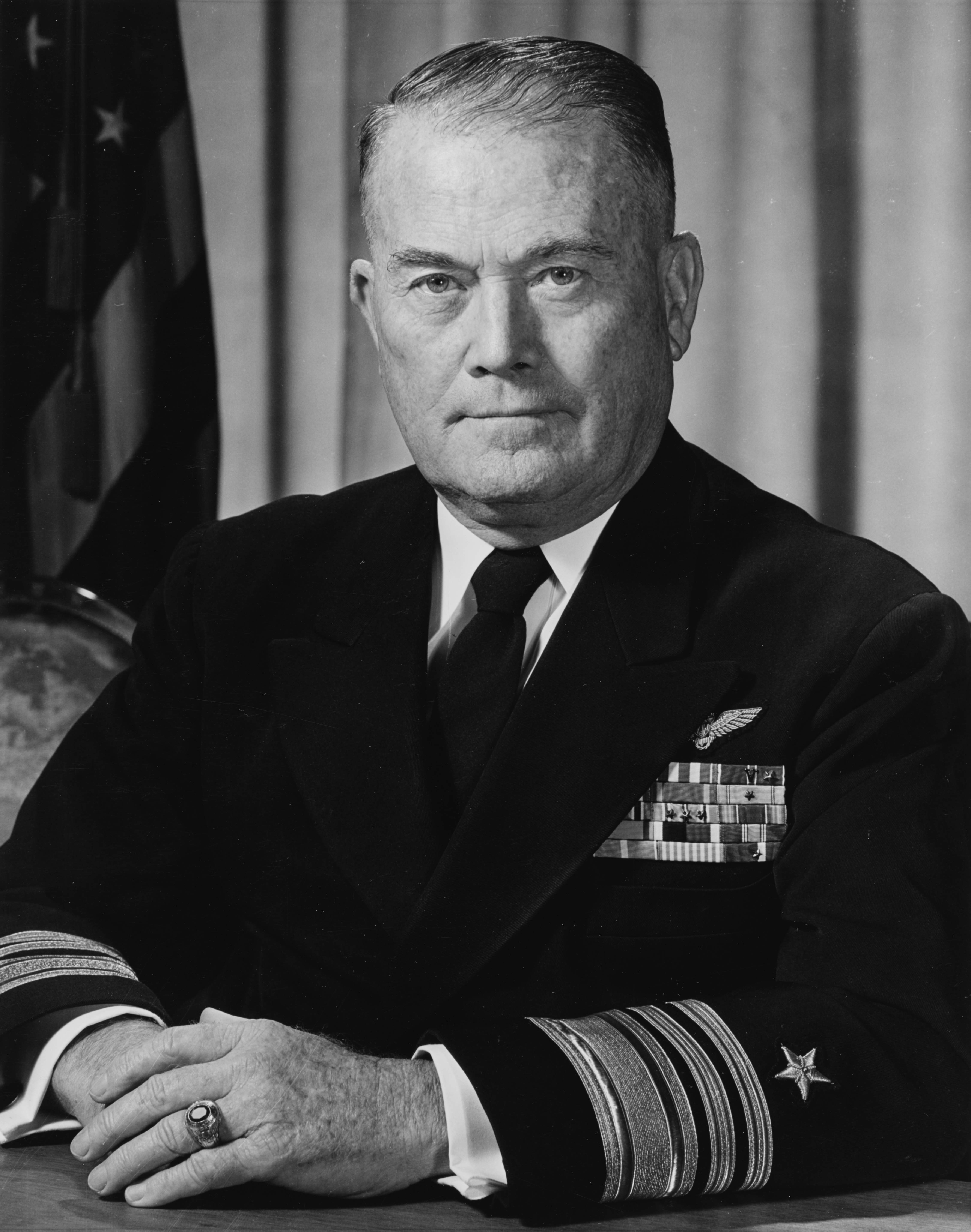
adm. William Raborn, szef SPO, ojciec systemu Polaris

Mimo silnego wsparcia ze strony CNO, program pocisku balistycznego dla floty nie rozwijał się dobrze, także z uwagi na opory biurokracji w marynarce wojennej. Pragnąc wzmocnić rangę programu i przyspieszyć prace nad własnym pociskiem, admirał utworzył niezależne od innych biur technicznych biuro Special Projects Office (SPO), którego wyłącznym zadaniem miały być prace nad morskim pociskiem balistycznym. Na czele SPO stanął wiceadmirał William Raborn, były pilot marynarki, wybrany przez CNO ze względu na cechy osobiste oraz w nadziei na wojskowe raczej niż techniczne spojrzenie na prowadzony program. W staraniach tych admirał Burke miał silne wsparcie ze strony sekretarza marynarki wojennej Charlesa S. Thomasa. Prace nad morską wersją pocisku Jupiter nabrały tempa w 1956 roku, natomiast na rok 1959 ustalono termin wysłania w morze pierwszych pocisków na pokładach zmodyfikowanych statków komercyjnych. Dla morskiej wersji tego pocisku rozważano napęd oparty na paliwie stałym. Niektóre prace studyjne przewidywały również uzbrojenie w osiem pocisków balistycznych okrętów podwodnych z napędem jądrowym o wyporności podwodnej 8300 t.
W trakcie trwania programu, US Navy wciąż miała wątpliwości co do zastosowania na pokładach okrętów pocisków napędzanych paliwem ciekłym, wszczęto więc studia nad możliwością zastosowania napędów na paliwo stałe, które jednak dawały mniejszy ciąg, co ograniczało możliwy do przeniesienia ładunek. Przełom w tym zakresie nastąpił w 1956 roku, kiedy naukowcy odkryli sposób na znaczne zmniejszenie rozmiarów głowic termojądrowych. Ojciec amerykańskiej bomby wodorowej – dr Edward Teller stwierdził latem 1956 roku, iż już wkrótce głowica o masie 400 funtów (181 kg) będzie miała siłę eksplozji bomby 5000-funtowej (2270 kg). We wrześniu tego roku amerykańska Agencja Energii Atomowej szacowała, iż mała głowica nuklearna będzie dostępna w 1965 roku, z pewnymi szansami na jej udostępnienie już w roku 1963. Rozwój tego specyficznego programu zbiegł się z intensywnymi pracami nad napędem na paliwo stałe o dużej sile ciągu, oraz podjęciem w sierpniu 1956 roku przez adm. Raborna formalnej decyzji o odejściu marynarki wojennej ze wspólnego z armią programu Jupiter. Wiązało się to z formalną inicjacją programu małego pocisku na paliwo stałe, która została zaakceptowana przez sekretarza obrony w grudniu 1956 roku, oraz porzuceniem idei bazowania pocisków balistycznych na jednostkach nawodnych, na rzecz rozmieszczenia ich na pokładach okrętów podwodnych.

### IdeaPolaris
Początkowo, system Polaris określany był jako proste przedłużenie taktycznej roli marynarki, przewidziane do pokrycia tego samego rodzaju celów jak w przypadku pocisków Regulus oraz samolotów bazujących na lotniskowcach – na większych jednak dystansach. 7 stycznia 1957 roku admirał Arleigh Burke określił termin gotowości przejściowego systemu rakietowego na 1963 rok, zaś systemu docelowego na rok 1965. 8 lutego tego samego roku adm. Burke ustanowił wymagania dla opracowywanych pocisków balistycznych, o zasięgu 1500 mil morskich (2778 km), które miały być dostępne dla działalności operacyjnej w roku 1965. Zasięg ten obliczony był na możliwość wykonania ataku na stolicę ZSRR z okrętu podwodnego znajdującego się na Morzu Norweskim. Koszty R&D nowego programu bardzo szybko rosły, adm. Burke finansował go więc z bieżącego budżetu US Navy, starając się jednocześnie pozyskiwać środki na najważniejsze programy marynarki wojennej, w tym okręty nawodne o napędzie nuklearnym i program Polaris. Sytuacja była tym trudniejsza, że biuro sekretarza obrony (Office of Secretary of Defense – OSD) odmówiło zgody na jednoczesne finansowanie programów pocisków manewrujących i balistycznych, stąd też marynarka musiała dokonać definitywnego wyboru. Jego konsekwencją było całkowite zatrzymanie programu pocisków Regulus I oraz drastyczne zmniejszenie wydatków na program Regulus II. Jednocześnie jednak okazało się, że pocisk na paliwo stałe będzie o około 1/3 tańszy w rozwoju niż poprzednik na paliwo ciekłe – morska wersja pocisku Jupiter. Nowy pocisk otrzymał nazwę Polaris.

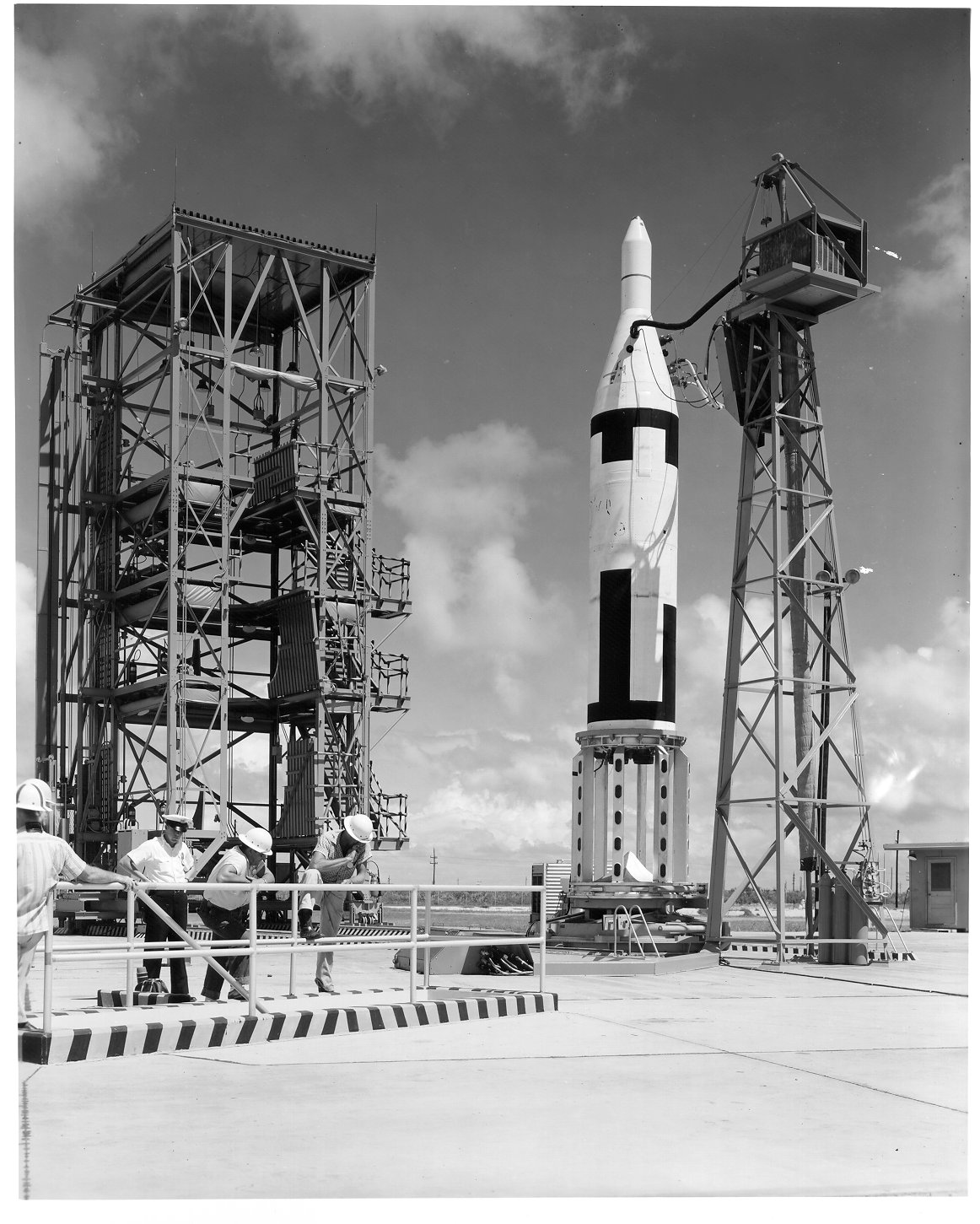
UGM-27A Polaris A-1 na testowym stanowisku startowym na Cape Canaveral

Marynarka starała się uniknąć bezpośredniej rywalizacji z siłami powietrznymi, przez odróżnienie roli systemu Fleet Ballistic Missile (FBM) od strategicznej misji US Air Force. Typowym do połowy 1957 roku było określanie Polaris jako systemu uderzeniowego marynarki na cele związane z marynarką potencjalnego przeciwnika, jak bazy morskie. W 1957 roku pojawiło się jednak pierwsze – opracowane przez Naval Warfare Analysis Group – studium stwierdzające, iż celem Polaris powinny stać się także skupiska ludzkie i centra przemysłowe, co wyraźnie zbliżyłoby Polaris do systemu o charakterze strategicznym. Admirał Burke zarysował wkrótce koncept strategiczny znany pod nazwą „ostatecznego odstraszania” (finite deterrence), zgodnie z którym nuklearny odwet miał być zapewniony przez relatywnie niewielkie, lecz niewrażliwe na nuklearny atak wroga siły. Wielkość tych sił determinowana jest wymogami możliwości przeprowadzenia skutecznego ataku na precyzyjnie określone, ważne dla przeciwnika cele – na przykład zdolnością do dokonania pewnego zniszczenia największych miast wroga – nie ma natomiast na celu wygrania wojny. Bronią o dokładnie takim „antymiejskim” charakterze miał być system rakietowy Polaris – o znaczeniu strategicznym, lecz nie służącym (przynajmniej nie w warstwie zadań pierwszoplanowych) do ataku na siły jądrowe przeciwnika, do czego nie predestynowała go mała celność. Jego misją było jedynie zniszczenie radzieckich miast w odpowiedzi na atak ze strony ZSRR. Co więcej, taka filozofia systemu miała sens zarówno wobec Związku Radzieckiego, jak też w stosunku do US Air Force. Polaris miał być bowiem wystarczająco precyzyjny, aby być wiarygodnym systemem uderzenia odwetowego wobec ZSRR, mniej jednak precyzyjnym niż stacjonarne – lądowe systemy ICBM amerykańskich sił powietrznych. Przede wszystkim, zarówno w ramach zimnej wojny z ZSRR, jak i w ramach wewnętrznej „wojny” z USAF, chodziło o budowę systemu Polaris w jak najkrótszym czasie i udowodnienie, że system działa.
Z uwagi na postępy radzieckich prac nad rakietowymi broniami strategicznymi, program Polaris był kilkakrotnie przyspieszany. Przedsięwzięcie Polaris stało się programem jeszcze pilniejszym 3 sierpnia 1957 roku, kiedy ZSRR przeprowadził pierwszy na świecie test pocisku dalekiego zasięgu (ICBM). W ramach tego testu pocisk R-7 przeleciał kilka tysięcy kilometrów z pola startowego w Tiuratam, aby uderzyć w Syberię. Kilka tygodni później – 4 października 1957 roku, za pomocą R-7, Związek Radziecki umieścił na orbicie Sputnika – pierwszego sztucznego satelitę Ziemi. Spowodowało to, iż 23 października tego roku sekretarz marynarki Thomas S. Gates zaproponował przyspieszenie programu Polaris przez udostępnienie pocisków o mniejszym zasięgu (1200 Mm – 2225 km) już do grudnia 1959 roku, wraz z trzema okrętami podwodnymi do ich przenoszenia najdalej do połowy 1962 roku oraz pocisku o zasięgu 1500 mil morskich najdalej do połowy 1963 roku. Miesiąc później program został ponownie przyspieszony poprzez ograniczenie czasu na przygotowanie pocisku o zasięgu 1200 Mm do października 1960 roku. W grudniu 1957 roku, po wypełnieniu wstępnego terminarza przygotowania okrętów dla pocisków Polaris, terminarz programu balistycznego został ponownie zmieniony przez przyspieszenie oddania drugiego okrętu Polaris do marca 1960 r., zaś trzeciego do grudnia tego roku.

### Program badawczo-konstrukcyjny
Do czasu, kiedy do realizacji zaaprobowano pocisk Polaris, SP-22 – dział SPO odpowiedzialny za opracowanie wyrzutni pocisków – poświęcił wiele wysiłku rozwiązaniu problemu odpalania pocisków Jupiter z wyrzutni na okrętach nawodnych. Największym problemem było w tym wypadku paliwo ciekłe, jego bezpieczeństwo i sposób tankowania pocisku. SP-22 przyjął jednak tezę, iż najbezpieczniej będzie tankować pocisk pod pokładem okrętu, po czym natychmiast podnosić go specjalną windą i wystrzeliwać. Rozwiązanie to wydawało się o tyle ułatwione, że marynarka amerykańska dysponowała tak doświadczeniem, jak i technologiami takich wind, nabytymi przez opracowanie i wykorzystywanie ich do podnoszenia samolotów z wnętrza, na pokłady lotniskowców. W tym czasie, odpalanie pocisków Jupiter z okrętów podwodnych wydawało się znacznie odleglejszą perspektywą, żaden bowiem projekt okrętu podwodnego z napędem nuklearnym nie zbliżał się nawet rozmiarami do wielkości zdolnej zmieścić pociski balistyczne tego typu. Duży jak na standardy tego czasu USS „Nautilus” dysponował wypornością mniejszą niż połowa, od tej którą uważano za niezbędną, aby zmieścić cztery pociski Jupiter. Rozmiary okrętów przestały być jednak problemem z momentem pojawienia się koncepcji Polaris. Szybko więc powstało założenie o umieszczeniu szesnastu pocisków w każdym z okrętów, ustalone drogą głosowania wśród technicznych specjalistów SPO.
O ile nawodne odpalenie pocisku balistycznego na paliwo stałe nie wydawało się technicznym problemem, zwłaszcza przy spokojnym morzu, o tyle preferowany z militarnego punktu widzenia start podwodny już tak. Westinghouse Electric Corporation, której powierzono opracowanie sposobu wystrzeliwania pocisku z zanurzonego okrętu podwodnego, rozważał dwie opcje: wystrzeliwania pocisku z zanurzonego okrętu w specjalnej kapsule, która po wypłynięciu na powierzchnię wody otwierałaby się i automatycznie dokonywałaby procedury odpalenia SLBM oraz wystrzelenia niechronionego pocisku wprost z zanurzonego okrętu podwodnego. Konstruktorzy stanęli jednak pod presją nieznanych zmiennych, gdyż pocisk nie był jeszcze opracowany. O ile znany był jego kształt i wielkość, jego masa i struktura nie była jeszcze całkowicie zdefiniowana. Na domiar złego, początkowo nie było wiadome, która z opcji odpalenia pocisku zostanie ostatecznie wybrana. Projektanci wyrzutni znajdowali się też pod presją projektantów pocisku z jednej strony, oraz stoczni z drugiej.
Podobnie jak współczesne im okręty typu Thresher, kadłuby sztywne jednostek SCB 180 miały być budowane ze stali HY-80, miały też otrzymać najnowsze technologie wyciszania, w tym przede wszystkim amortyzowaną siłownię. W odróżnieniu jednak od typu Thresher nie przewidziano dla nich sferycznej anteny sonaru. Okręty te miały bowiem polegać głównie na detekcji pasywnej za pomocą anteny AN/BQR-7. Cztery wyrzutnie torpedowe kalibru 533 mm miały być zainstalowane na dziobie i kontrolowane przez wersję systemu kontroli ognia Mk 112, jaka została użyta na USS „Tullibee”.
|                               | Projekty z jedną śrubą | Projekty z jedną śrubą |       | Projekty z dwoma śrubami | Projekty z dwoma śrubami | Projekty z dwoma śrubami |
| SCB 180                       | SCB 180A               |                        | 2 S4G | 1 S5W                    | 2 S3W                    |                          |
| Wyporność na powierzchni (ts) | N/A                    | N/A                    |       | 7 800                    | N/A                      | N/A                      |
| Wyporność w zanurzeniu (ts)   | 6700                   | 6900                   |       | 10 400                   | 7400                     | 8100                     |
| Długość (m)                   | 116,4                  | 113,6                  |       | 161,5                    | 120                      | 128                      |
| Szerokość (m)                 | 10                     | 10                     |       | 9,75                     | N/A                      | N/A                      |
| Moc (KM)                      | 15 000                 | 15 000                 |       | 34 000                   | 15 000                   | 12 200                   |
| Prędkość podwodna (w.)        | 20                     | 20                     |       | 22                       | 17,5                     | 16                       |

Admirał Rickover czynił naciski w celu zastosowania układu z dwoma śrubami oraz siłowni z dwoma reaktorami, argumentując, iż takie rozwiązanie podniesie bezpieczeństwo operacji arktycznych. Koncepcja ta została jednak odrzucona z uwagi na łączące się z tym rozwiązaniem koszty oraz mniejszą ogólną wydajność układu dwuśrubowego. Stanowiło to przedłużenie sporu w amerykańskiej marynarce wywodzącego się z czasu opracowywania koncepcji okrętów typu Skipjack. Rickover podnosił wówczas, że działania podlodowe wymagają dwóch śrub – co na wypadek awarii lub uszkodzenia jednej z nich, umożliwi przetrwanie okrętu i powrót z patrolu. Odmienny pogląd prezentował szef projektów wstępnych Bureau of Ships, kapitan Donald Kern, uważający, że doświadczenia z wypadkiem USS „Dragon”, który uległ kolizji z wielorybem prowadzą do wniosku, iż układ z podwójną śrubą nie zwiększa szansy przetrwania okrętu w razie uderzenia przez płaty śruby w pokrywę lodową – przeciwnie, jedna większa śruba jest w tym zakresie bezpieczniejsza. Jak stwierdził kapitan, w razie dostania się lodu między płaty jednej ze śrub, bardzo szybko ulegnie uszkodzeniu także druga. Ostatecznie, admirał Rickover dał za wygraną, zaznaczając jednak, iż nie bierze na siebie odpowiedzialności za ewentualna utratę okrętu na skutek wyposażenia go jedynie w jedną śrubę. W celu zapewnienia jednakże amerykańskim okrętom podwodnym możliwości powrotu z patrolu po uszkodzeniu śruby ustalono, iż okręty powinny zostać wyposażone w zapasowy napęd elektryczny z opuszczaną śrubą awaryjną. Pozycja admirała Rickovera w tym programie została także formalnie osłabiona przez bezpośredni pisemny rozkaz admirała Arleiha Burkego (CNO), który wprost wyłączył adm. Rickovera z wszelkich studiów wstępnych pierwszych okrętów balistycznych, także poprzez swą ostateczną decyzję o zastosowaniu siłowni z reaktorem S5W. Rickover uzyskał jednak znaczącą koncesję na swoją rzecz w postaci wykreślenia operacji podlodowych z formalnych wymagań wobec SSBN. Już jednak dwa lata później, zeznając przed komisją Kongresu, Rickover powiedział, że okręty Polaris zdolne będą do operowania pod pokrywą lodową.

#### Nawigacja
Standardowym wyposażeniem nawigacyjnym okrętów SSBN pierwszej generacji były trzy układy SINS, elektromagnetyczny log mierzący prędkość przepływającej obok okrętu wody, odbiornik Loran-C, odbiornik Transit (od momentu wprowadzenia systemu do użytku), peryskop typu 11, sonar rozpoznania dna morskiego oraz dwa systemy komputerowe NAVDAC (Navigation Data Assimilation Computer) do integracji wszystkich danych nawigacyjnych. 

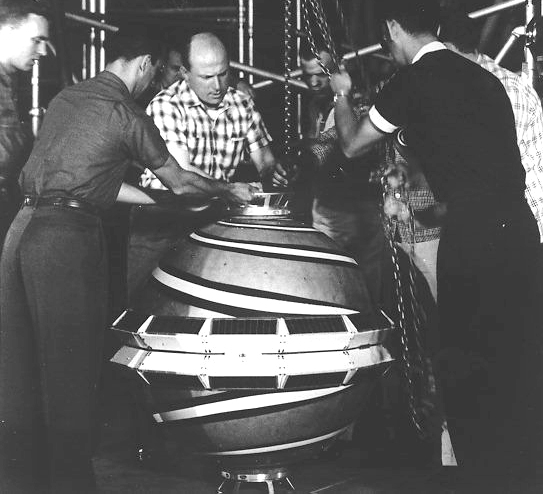
Prototyp satelity Transit 1

Jednym z najistotniejszych systemów nawigacyjnych okrętów balistycznych pierwszej generacji był satelitarny system nawigacyjny Transit, który umożliwiał precyzyjna lokalizację celów dla pocisków Polaris. Błędy bowiem w tym zakresie, były do tej pory jedną z najistotniejszych przyczyn braku celności. Do momentu wprowadzenia do użytku systemu Transit w 1959 roku, wiedza o lokalizacji Australii na przykład, była błędna – błąd w określeniu miejsca jej położenia wynosił kilka tysięcy metrów. Kiedy ZSRR wysłał w kosmos pierwszego sztucznego satelitę Ziemi nadającego sygnał radiowy, „Sputnik 1” był pilnie obserwowany przez naukowców z Applied Physics Laboratory Uniwersytetu Hopkinsa (APL). Dzięki monitoringowi nadawanego przez satelitę sygnału radiowego, zaobserwowano m.in. efekt Dopplera. Podobnie do dźwięku gwizdka lokomotywy, który wzmacnia się przy jej zbliżaniu do słuchacza, osiągając największe natężenie, gdy lokomotywa jest najbliżej i słabnąc, gdy się oddala, sygnał radiowy satelity podlegał temu samemu zjawisku. Naukowcy stwierdzili dzięki temu, że analizując wariacje zmiany sygnału można dokładnie określać trajektorie satelity tak długo, jak długo znana jest prawidłowa lokalizacja słuchacza. To spostrzeżenie stało się kluczem tezy Franka McClure z APL, że dzięki odwróceniu tej zależności można dokładnie określać pozycję obiektu na Ziemi. Odkrycie to spowodowało uruchomienie programu badawczo rozwojowego (Research and Development – R&D) systemu Transit. W marcu 1958 roku APL otrzymał pierwsze środki finansowe na program R&D systemu nawigacji satelitarnej w projekcie Transit. Program był początkowo zarządzany przez Agencję Zaawansowanych Projektów Badawczych (Advanced Research Projects Agency), a od 1960 roku przez SPO. Dzięki wystrzelonemu na orbitę 13 kwietnia 1960 roku satelicie Transit 1B, obok m.in. potwierdzenia spłaszczonego kształtu Ziemi, uwydatniono niedostateczność ówczesnego stanu wiedzy na temat pól grawitacyjnych Ziemi dla celów ustalania orbit satelitów. Wiedza ta była natomiast kluczowa dla spełniania przez system Transit swojej roli nawigacyjnej – do precyzyjnego ustalania bowiem pozycji obiektów na powierzchni Ziemi, niezbędna jest wcześniejsza dokładna znajomość pozycji satelity. Badania dokonane za pomocą pierwszych satelitów systemu Transit wykazały, że do osiągnięcia wymaganej precyzji ustalenia orbity satelitów, niezbędna jest dokładna wiedza geodezyjna. Stąd też już we wczesnych latach 60. mapowanie geodezyjne powierzchni globu stało się pierwszoplanowym programem badawczym systemu Transit, bez przeprowadzenia którego nie było możliwe spełnienie przez system jego podstawowej roli nawigacyjnej. Program ten okazał się dużym sukcesem. Do 1964 roku, APL opracował zaawansowany model pól grawitacyjnych Ziemi – wystarczająco dokładny do zapewnienia wcześniej założonej precyzji ustalenia pozycji w morzu z dokładnością do 0,1 mili (160 metrów). Model ten bazował przede wszystkim na śledzeniu wielu satelitów z wykorzystaniem zjawiska Dopplera.
Wkrótce na orbicie znalazł się pierwszy operacyjny satelita nawigacyjny – Transit 5BN-2, a następne starty w latach 60. ustanowiły konstelację zwykle zawierająca pięć lub sześć satelitów na orbitach okołobiegunowych. Każdy kolejny satelita zawierał pewne ulepszenia względem swojego poprzednika. W 1965 roku wyniesiony na orbitę został pierwszy satelita Transit serii Oscar. W czasie projektowania pesymistycznie oczekiwano, iż czas bezawaryjnej pracy tych satelitów wynosił będzie około dwóch lat. Tymczasem pierwszy satelita tej serii pracował 13, niektóre następne natomiast ponad 20 lat. W ten sposób transit zapewniał nawigacyjny reset systemów bezwładnościowych okrętów FBM pierwszej generacji, do czego był od początku przewidziany. Określał także precyzyjne dane lokalizacyjne celów dla pocisków balistycznych marynarki.

#### Komunikacja
Jedną z kwestii w rozwoju okrętów Polaris był problem komunikacji. Nawet bowiem jako ostatnia instancja odwetu, jednostki musiały być zdolne do odbioru rozkazu ataku. Raport Steering Task Group z wiosny 1957 roku określił komunikację jako potencjalną pietę achillesowa okrętów Polaris. W odróżnieniu jednak od wszystkich innych technologii FBM, zadanie opracowania skutecznych sposobów łączności nie zostało powierzone SPO. Zamiast tego, opracowanie sposobów komunikacji powierzono Bureau of Ships oraz dyrektorowi ds. komunikacji marynarki (Director of Naval Communications). Przy swoich dużych wpływach, SPO tolerowało ten stan z uwagi na kilka przyczyn. Pierwszą z nich był kompromis pozwalający na zaangażowanie do programu Polaris także innych wydziałów marynarki. Nadto, mimo że systemy komunikacji były istotnym długoterminowo elementem operacyjnego rozmieszczenia systemu Polaris, nie były częścią krytyczną programu zmierzającego przede wszystkim do jak najszybszego zademonstrowania wykonalności programu i systemu. Jakkolwiek Special Projekt Office starało się w pewnym momencie przejąć również i ten zakres programu, nieobjęcie kontroli nad nim nie stanowiło problemu dla organizacji. Jej jedynym zadaniem była bowiem budowa systemu wystrzeliwanych z zanurzonych okrętów pocisków. Pewne znaczenie posiadał także fakt, iż w odczuciu pracowników SPO technologicznie wysublimowany system łączności nie był niezbędny dla misji odstraszania nuklearnego, jaką miały pełnić okręty Polaris. Przy odwetowej bowiem jedynie roli systemu Polaris, łączność – jakkolwiek bardzo ważna – nie miała znaczenia krytycznego.

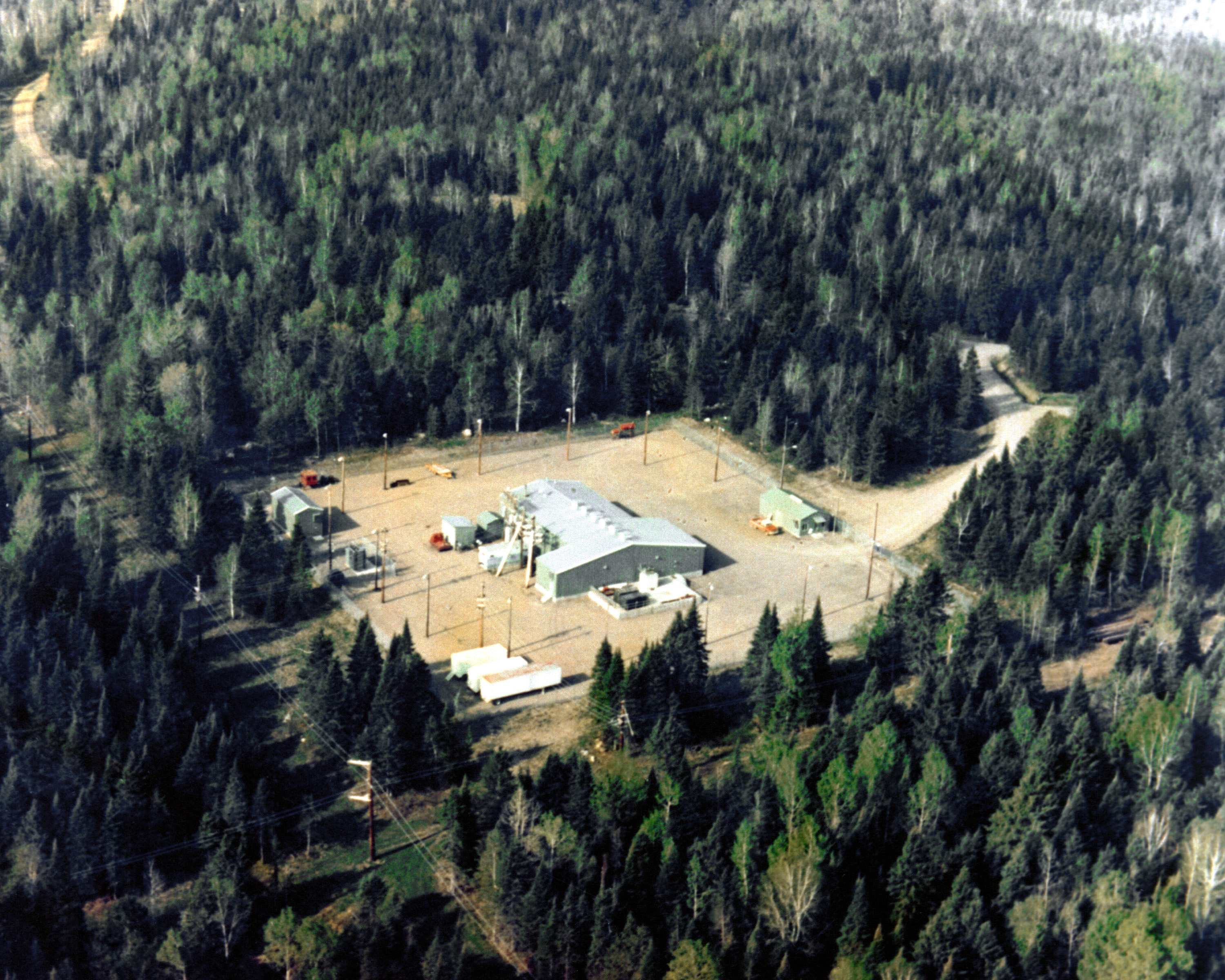
Ośrodek badawczy Chequamegon National Forest w stanie Wisconsin

Program opracowania systemu łączności podzielony był na dwie części. Pierwsza z nich nakierowana była na opracowanie wiarygodnego i bezpiecznego systemu – co w wersji podstawowej nie okazało się trudne do osiągnięcia, jakkolwiek drogie. Druga część programu zorientowana była na długoterminowe badania i rozwój bardziej oryginalnych i niewrażliwych sposobów komunikacji, pozbawionych słabości systemu podstawowego. Do tych ostatnich należała m.in. podatność na akty sabotażu, prowadzące do sytuacji, w której przekazanie wiadomości na wszystkie okręty może zająć bardzo dużo czasu. Wczesne wojaże okrętów podwodnych – jak rejs dookoła globu przeprowadzony przez USS „Triton” – dowiodły, iż za pomocą wypuszczonej na powierzchnię wody anteny można odbierać transmisje radiowe. Dzięki wykorzystaniu fal bardzo niskiej częstotliwości (VLF) – 14 do 30 kHz – możliwe jest przekazywanie wiadomości na wielkich dystansach. Począwszy od późnych lat 50. Stany Zjednoczone przygotowały sześć dużych nadajników VLF: w Annapolis w stanie Maryland, w Cutler w Maine, Oso w stanie Waszyngton, w Wahiawa na Hawajach, Kariya (Yosami) w Japonii oraz North West Cape w Australii. Ośrodki te wyposażone były w wielkie anteny o mocy wyjściowej sięgającej milionów wat. System ten uzupełniany był przez dwadzieścia jeden nadajników fal długich (LF) i był podstawową metodą komunikacji z okrętami balistycznymi, od kiedy weszły do służby.
Podstawowym problemem w użyciu fal VLF i LF jest ich ograniczona przenikalność przez słoną wodę. VLF penetrują wodę do głębokości około 9 metrów, LF natomiast do około 5 metrów. Powodowało to, że w celu utrzymania kontaktu antena okrętu musiała przez cały czas pozostawać w pobliżu powierzchni. Na dodatek, holowane anteny VLF okazały się niepewne. W 1972 roku wiceadmirał Samule Gravely informował, iż jednym z problemów marynarki jest fakt, iż część wiadomości jest tracona i nigdy nie dostarczana. Z tego powodu, podstawowy układ odbiorników VLF i LF uzupełniany był przez systemy wyższych częstotliwości fal decymetrowych (UHF) i krótkich (HF) – te jednak wymagały anteny wysuwanej ponad wodę, jakkolwiek zapewniały znacznie większą prędkość transmisji. W ramach operacji FBM, okręty mogły przeszukiwać kolejne częstotliwości od najniższych do coraz wyższych.
Od późnych lat 50. pracowano nad łącznością z okrętami podwodnymi z wykorzystaniem fal skrajnie niskiej częstotliwości (ELF). Łączność na tych falach była dość kontrowersyjna, a jej rozwój opóźniony o wiele lat. Wśród zalet fal tej częstotliwości znajdują się niski poziom strat w atmosferze (co oznacza większy zasięg), duża przenikalność przez wodę i mała podatność na zakłócenia. Wadą łączności na tych falach są bardzo mała szybkość transmisji i duża długość fali, co wymaga odpowiednio dużego nadajnika z bardzo dużą mocą wyjściową. Rozpoczęty w 1958 roku program badawczy zademonstrował wykonalność w roku 1962. Wkrótce też ten sposób łączności otrzymał status operacyjny w marynarce. W międzyczasie jednak, program R&D był trzykrotnie przerywany, przez prezydenta, szefa operacji morskich oraz w wyniku działań prawnych w stanie Wisconsin. Organizacje obrony środowiska podnosiły potencjalnie szkodliwy efekt radiacji niskiej częstotliwości. Ostatecznie jednak program rozwijał się, prowadząc z czasem do powstania kilku wersji systemu:
| Lata      | Nazwa projektu | Lokalizacja        | Długość anteny | Kabel anteny  | Moc wyjściowa | Szacunkowy koszt |
| --------- | -------------- | ------------------ | -------------- | ------------- | ------------- | ---------------- |
| 1968-1975 | Sanguine       | Wisconsin          | 10 000 km      | podziemny     | 800 MW        | $2–300 mln       |
| 1975-1978 | Seafarer       | Wisconsin          | 3900 km        | podziemny     | 20 MW         | $590 mln         |
| 1978-1981 | Austere ELF    | Wisconsin/Michigan | 45 oraz 210 km | podziemny     | 2,4 MW        | $455 mln         |
| 1981-     | Project ELF    | Wisconsin/Michigan | 45 oraz 90 km  | ponad gruntem | 2,6 MW        | $260 mln         |

Każda z kolejnych propozycji przede wszystkim redukowała wielkość anteny, zmniejszając też moc sygnału wyjściowego. Było to o tyle istotne, iż układ w pierwszej wersji wymagał anteny rozciągającej się aż na 40% powierzchni stanu Wisconsin. Mimo że SPO sponsorowało badania, ELF nie był programem, któremu biuro udzielało dużego wsparcia. SPO uważało bowiem w tym czasie za bardziej odpowiedni dla podstawowej odwetowej roli systemu FBM, zwłaszcza wobec dużych kosztów programu układu komunikacyjnego ELF i zajmowanej przez niego ogromnej powierzchni. Prace nad systemami komunikacyjnymi były też opóźniane przez brak doktrynalnej jednomyślności w marynarce na temat roli sił SLBM. Podczas gdy część programów komunikacyjnych koncentrowała się na konstrukcji podstawowego systemu, druga część zmierzała do rozwiązania problemów związanych z jego słabymi stronami. W szczególności, poświęcona była zwiększeniu stopnia przeżywalności systemu w razie ataku jądrowego oraz zapewnieniu możliwości natychmiastowej (szybkiej) transmisji informacji. W łonie SPO jednak, możliwość szybkiej odpowiedzi jądrowej nie była uważana za istotny element odstraszania za pomocą gwarantowanego zniszczenia. Wśród zwolenników natomiast nadania systemowi FBM możliwości ataku na strategiczne siły rakietowe ZSRR, zapewnienie systemowi SLBM zdolności do natychmiastowego ataku widziane było jako ważne zadanie systemu komunikacji. Opóźnienie bowiem w transmisji do okrętów rozkazu ataku mogło spowodować, że w chwili przybycia głowic Polaris nad cele, silosy radzieckich pocisków, które miałyby być zaatakowane, mogłyby już być puste. Podobnie, forsowana przez McNamarę w 1962 roku koncepcja ograniczonej wojny nuklearnej ze scenariuszem ataku na silosy, wymagała systemów komunikacji zdolnych do użytku operacyjnego w trakcie wymiany ciosów nuklearnych. Ów brak zgody co do wymagań wobec systemu komunikacyjnego dla FBM, doprowadził do impasu w zakresie długofalowych programów rozwoju i dużego wzrostu kosztów, podczas gdy niewielka ich część przyniosła w efekcie operacyjnie rozmieszczone rezultaty. Ostatecznie badania nad systemami komunikacji dla FBM zostały w 1967 roku całkowicie oddzielone od SPO i przejęte przez nowo utworzone biuro projektów komunikacyjnych (Special Communications projekt Office). Nowemu biuru powierzono zadanie zapewnienia efektywnej w każdym czasie komunikacji władz państwa i najwyższego dowództwa z okrętami FBM w trakcie i nawet po ciężkim ataku nuklearnym oraz w środowisku zakłóceń elektronicznych. Ostatecznie, w 1969 roku rozmieszczono rozwijany od 1962 roku system TACAMO.

## Budowa okrętów
Jeszcze w 1960 roku nie było jasne, ile okrętów FBM zostanie wybudowanych. W ostatnich latach prezydentury Eisenhowera, administracja nie zdecydowała o ostatecznej liczbie jednostek. Do czasu objęcia rządów przed prezydenta Kennedy’ego w styczniu 1961 roku, autoryzowana została budowa 19 jednostek Polaris, z przewidzianym długoterminowym finansowaniem na kolejne pięć. Konsensusu w tej mierze nie było w samej marynarce, która jednak skłaniała się do liczby około 45 okrętów, co zapewniało okrągłą liczbę pięciu eskadr po 9 jednostek każda. W grę wchodziły obawy wielu osób, iż budowa bardzo dużej floty okrętów SSBN zbytnio nadszarpnie budżet marynarki wojennej, kosztem zwłaszcza okrętów nawodnych. Trudno było w związku z tym o wsparcie idei budowy większej liczby okrętów balistycznych w samej marynarce. Co więcej, US Navy starała się utrzymać stabilne tempo budowy 6 okrętów SSBN rocznie – w roku 1960 odrzucając nawet środki na budowę większej liczby okrętów zapewnione przez Kongres. Kiedy 30 stycznia 1961 roku prezydent Kennedy wezwał w swoim „orędziu o stanie państwa” (State of the Union Address) do przyspieszenia dostaw okrętów podwodnych – marynarka zajęła niechętne stanowisko.
Pierwsze publiczne szacunki liczby jednostek FBM pochodzą z 1957 roku, kiedy szef operacji morskich US Navy, admirał Arleigh Burke, odpowiadając na zapytanie Kongresu, wskazał na liczbę 41 jednostek. Początkowo US Navy oficjalnie zaproponowała liczbę ok. 40 okrętów Polaris. Jednak niektórzy urzędnicy Pentagonu – w tym sekretarz obrony Donald Quarles – żądali tak wielu tego typu jednostek, jak to tylko możliwe, przewidując bardzo silne wsparcie Kongresu dla budowy nawet stu tego rodzaju okrętów. Admirał Arleigh Burke stwierdził jednak, że opracowując wymagania dla budowy 39 do 42 okrętów (po 16 pocisków każdy), opierał się na aktualnej liczbie celów dla uderzeń jądrowych na terytorium ZSRR, którą podwojono dla uzyskania nadwyżki oraz pewności, dodano 10 procent na straty pocisków w wyniku działania obrony antybalistycznej ZSRR oraz zwiększono o kolejne 20 procent w przewidywaniu wadliwego działania części pocisków. Całość niezbędnych sił okrętów Polaris marynarka określiła także przy założeniu, że w każdej chwili patrol bojowy odbywa 2/3 stanu okrętów, przy użyciu dwóch załóg. W konsekwencji US Navy i Departament Obrony zaplanował 45 okrętów SSBN, z czego przynajmniej 29 miało być w każdym czasie w trakcie patrolu i mogło zniszczyć 232 radzieckie cele. Jednakże we wrześniu 1961 r. ówczesny sekretarz obrony Robert McNamara zarekomendował prezydentowi Kennedy’emu ostateczną liczbę 41 okrętów Polaris, przenoszących 656 pocisków. Spowodowało to ustalenie planu 41 okrętów podwodnych, na skutek czego przyjęła się potoczna nazwa systemu „41 for freedom”.

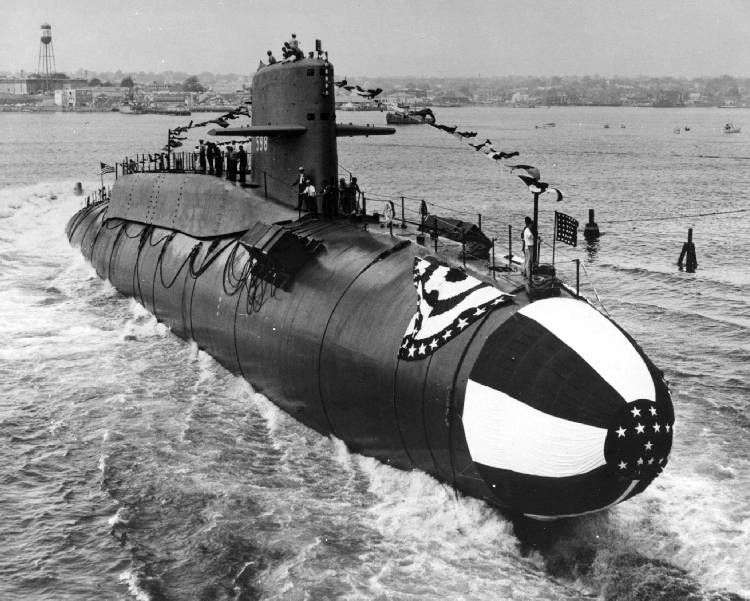
USS „George Washington” pierwszy na świecie okręt SSBN podczas ceremonii wodowania

Gdyby przygotowywano budowę okrętów SCB 180 normalnym trybem, prototyp okrętu byłby gotowy prawdopodobnie w roku 1961 bądź 1962. W roku 1957 ten termin nie był już jednak do zaakceptowania, a program budowy okrętów balistycznych przypominał raczej wojenną mobilizację. Jako rozwiązanie tymczasowe, marynarka zaczęła wobec tego rozważać możliwość przystosowania do roli SSBN któregoś z budowanych aktualnie okrętów. W budowie znajdowało się wówczas kilka okrętów myśliwskich typu Skipjack. Dwa ze znajdujących się na pochylniach okrętów nie były jeszcze połączone w połowie kadłuba, postanowiono więc zmienić ich przeznaczenie i wstawiono w nie 43-metrową część środkową podobną do planowanego dla jednostek SCB 180. Nowa sekcja została skonstruowana w sposób dopasowany do wyciszonej sekcji rufowej jednostek typu Thresher, była jednak szersza od Skipjack, musiała więc zostać wpasowana. Połączenie to pociągnęło za sobą szereg konsekwencji, w tym powiększenie powierzchni sterowych i wzmocnienie systemu hydraulicznego celem przystosowania go do większych obciążeń. Celem zwiększenia rezerwy wyporu hydrostatycznego oraz osiągnięcia satysfakcjonującego wytrymowania okrętu na powierzchni wody, dodano jeden wewnętrzny główny zbiornik balastowy i dwa duże zbiorniki kompensacyjne dla pocisków. Zachowano sześć wyrzutni torpedowych okrętów Skipjack, jednak nowe jednostki przenosić miały jedynie 6 torped w zapasie, dodano także dodatkowe maszty. W celu umożliwienia okrętom prowadzenia operacji arktycznych, cały kiosk został wzmocniony, co miało zapobiec uszkodzeniu przez lód w trakcie wynurzania. W kiosku zarezerwowano też przestrzeń dla dwóch przetworników sonaru, dla nawigacji podwodnej.
W celu umożliwienia szybkiej budowy podwodnych nosicieli pocisków balistycznych, US Navy zmieniła plany dotyczące zamówionych okrętów myśliwskich (SSN) o napędzie nuklearnym, których budowa została już rozpoczęta. Z tego też względu pierwsze pięć jednostek przenoszących pociski Polaris (SSBN 598–602) było pochodnymi okrętów myśliwskich typu Skipjack. Okręty te miały opływowy kadłub z jedną śrubą oraz siłownią jądrową z reaktorem S5W, zapewniającą moc 15 000 koni mechanicznych. Dla celów pomieszczenia systemu rakietowego okręty tego typu zostały przedłużone o 39,6 metra. Wybór liczby 16 wyrzutni dla jednego okrętu był wynikiem przepytywania członków zespołu SPO i wyciągnięcia średniej z ich rekomendacji. Wbrew często spotykanym w różnego rodzaju publikacjach informacjom, okręty typu George Washington nie były po prostu „przeciętymi w połowie” jednostkami myśliwskimi. 1 listopada 1957 roku w stoczni Electric Boat położono stępkę pod myśliwską jednostkę „Scorpion” (SSN-589), po czym 31 grudnia jeszcze tego samego roku, marynarka złożyła drugie zamówienie – zmieniające zamówienie pierwotne, a okręt został przeklasyfikowany na SSGN(FBM)598. „Przecięcie” natomiast zostało dokonane w oryginalnych planach projektowych. Nowy okręt otrzymał nazwę „George Washington”.
|                      |               |                 |                 |                     | Służba           |                      |                  |
|                      | Numer kadłuba | Stocznia        | Zamówienie      | Wodowanie           | Przyjęcie        | Konwersja SSN        | Wykreślenie      |
| „George Washington”  | SSBN-598      | Electric Boat   | 31 grudnia 1957 | 9 czerwca 1959      | 30 grudnia 1959  | 20 listopada 1981    | 24 stycznia 1985 |
| „Patrick Henry”      | SSBN-599      | Electric Boat   | 31 grudnia 1957 | 22 września 1959    | 11 kwietnia 1960 | 24 października 1982 | 25 maja 1984     |
| „Theodore Roosevelt” | SSBN-600      | Mare Island NSY | 13 marca 1958   | 3 października 1959 | 13 lutego 1961   | –                    | 28 lutego 1981   |
| „Robert E. Lee”      | SSBN-601      | Newport News    | 30 lipca 1958   | 18 grudnia 1959     | 16 września 1960 | 1 marca 1982         | 1 grudnia 1983   |
| „Abraham Lincoln”    | SSBN-602      | Portsmouth NSY  | 30 lipca 1958   | 14 maja 1960        | 11 marca 1961    | –                    | 28 lutego 1981   |

Znacznie większe niż oryginalny typ, okręty SSBN miały tę samą siłownię, co czyniło je okrętami wolniejszymi niż okręty typu Skipjack. W związku z rozwojem radzieckiego programu rakietowego oraz głównie politycznym zjawiskiem określanym jako „missile gap”, produkcja okrętów SSBN otrzymała najwyższy narodowy priorytet. W związku z nim, z uwagi na moce produkcyjne stoczni oraz zaopatrzenie w materiały i urządzenia, produkcja wszystkich innych jednostek – zwłaszcza okrętów myśliwskich – została spowolniona bądź wstrzymana.
Projekt jednostek SSBN598, SCB180A, nie był projektem optymalnym, jednakże umożliwiał podjęcie budowy nieco szybciej. Toteż gdy budowa pięciu jednostek tego typu nie została jeszcze ukończona, a projekt lepszego typu SCB180 był już gotowy, nie rozpoczynano budowy kolejnych okrętów typu George Washington, początkując w zamian budowę okrętów nowego typu – Ethan Allen. Do lipca 1960 roku w produkcji było pięć jednostek typu George Washington, pięć ulepszonych okrętów typu Ethan Allen (SSBN608, SCB180) oraz cztery jednostki typu Lafayette (SSBN616, SCB216).
Do 1967 roku United States Navy otrzymała 41 zorganizowanych w cztery eskadry okrętów podwodnych systemu Polaris, przenoszących w sumie 656 pocisków SLBM. W latach 1960–1967 amerykańskie stocznie produkowały niemal 9½ atomowego okrętu podwodnego rocznie. Takie tempo budowy stanowiło znaczne osiągnięcie. SPO Koordynowało działania BuShips i jego Zarządu Energii Euklearnej (Nuclear Power Directoriate) kierowanego przez admirała Rickovera, a także czterech stoczni – dwóch prywatnych kompanii: Electric Boat i Newport News oraz dwóch stoczni państwowych: Portsmuth i Mare Island. Wskaźnik ten nigdy więcej nie został już w USA powtórzony, choć został przekroczony przez stocznie ZSRR w latach 70. XX wieku.

## Konstrukcja
Okręty zostały skonstruowane do odpalania pocisków balistycznych z nieruchomej pozycji. Początkowo stabilizowane były w niej przez 50-tonowy żyroskop, który zainstalowano przynajmniej w kilku jednostkach, lecz praktyka wykazała, że to było niepotrzebne. W tylnej części kiosku zarezerwowano przestrzeń dla instalacji podwodnej kamery ze źródłem światła służącej do obserwacji otwartych pokryw wyrzutni w trakcie i po wystrzeleniu pocisków w celu wykrycia wadliwego działania pokryw. Każdy pocisk umieszczony był pod membraną, która była zalewana wodą wypompowywaną ze specjalnego zbiornika kompensacyjnego, przestrzeń natomiast pod membraną wypełniana była powietrzem pod ciśnieniem równoważącym ciśnienie wody morskiej ponad wyrzutnią. Po otwarciu pokrywy wyrzutni, do jej wnętrza wpompowywane było powietrze pod ciśnieniem 4000 psi, które rozsadzało membranę i wypychało pocisk na zewnątrz. W celu uniknięcia uszkodzenia okrętu w wypadku awarii zapłonu pierwszego stopnia napędowego pocisku, jego silnik uruchamiał się dopiero w dużej odległości od okrętu. Tak skonfigurowane okręty, oznaczane SCB 180A (w odróżnieniu od oryginalnych SCB 180), zostały zaklasyfikowane jako typ George Washington. Konstrukcja SCB 180A nie była tak satysfakcjonująca jak SCB 180, okręty zbudowane na podstawie tego projektu mogły jednak być gotowe znacznie szybciej. Oryginalny projekt SCB 180 stał się natomiast podstawa budowy okrętów typu Ethan Allen
Wszystkie pięć okrętów typu George Washington zostało tymczasowo wyposażone w pociski Polaris A-1 oraz pierwszą generację systemów nawigacyjnych, kontroli ognia i wyrzutni. W ramach jednak pierwszego planowego remontu w latach 1966–1967, pociski A-1 każdego z nich zostały zastąpione pociskami Polaris A-3, zaś ich systemy nawigacyjne zostały zmodernizowane, przy czym dotychczasowe oznaczenie SINS zostało zmienione na Mk 2 Mod 4.

### Kadłub
Jednostki SSBN598 oparte były na kadłubie zastosowanym w okrętach Skipjack z przedłużoną częścią środkową, o długości 130 stóp (39,6 m) i szerokości 45 stóp (13,7 m) dla układów nawigacji specjalnej i wyposażenia kontroli pocisków, 10 stóp (3,0 m) dla urządzeń pomocniczych oraz 75 stóp (22,9 m) dla dwóch rzędów pionowych wyrzutni rakietowych, po osiem w każdym. Powierzchnie sterowe zastosowane w okrętach myśliwskich zostały powiększone – z nowym jednak, mniejszym, pionowym sterem kierunku poniżej kilu. Systemy hydrauliczne nowego typu zostały wzmocnione, dodano także dodatkowe zbiorniki balastowe celem zwiększenia rezerwy wyporu hydrostatycznego i osiągnięcia lepszego wytrymowania jednostek na powierzchni. W celu umożliwienia okrętom prowadzenia operacji arktycznych, cały kiosk uległ wzmocnieniu, zarezerwowano w nim także przestrzeń dla dwóch przetworników sonaru nawigacji podlodowej. Pięć pierwszych okrętów SSBN, bazujących na Skipjackach (SSN585), miały testową głębokość zanurzenia 700 stóp (215 m) z prawdopodobnym marginesem bezpieczeństwa wynoszącym 1,5 – wyjątkiem w tym zakresie był „George Washington”, którego sekcja rakietowa zbudowana była z wykorzystaniem stali HTS (High-Tensile Steel), nie zaś jak pozostałe jednostki typu ze stali HY-80, co ograniczyło jego testową głębokość zanurzenia do 600 stóp (183 m). Okręty te w ostatecznej konfiguracji miały wyporność 6700 długich ton w położeniu podwodnym i 5900 długich ton na powierzchni. Podobnie jak w jednostkach SSN585 zachowano opracowaną w programie badawczym „Albacore” koncepcję usterzenia rufowego umieszczonego przed śrubą.

### Napęd
Napęd jednostek George Washington oparty był na siłowni zastosowanej w okrętach typu Skipjack – pierwszej w pełni dojrzałej amerykańskiej technologii reaktora dla okrętów podwodnych. Reaktor S5W w okrętach SSBN598 napędzał dwie turbiny parowe o mocy wyjściowej 15 000 KM i jedną śrubę. S5W był pierwszym typem amerykańskiego reaktora napędowego dla okrętów podwodnych, który pracował bezawaryjnie. Na dodatek zapewniał bardzo wysoką prędkość podwodną okrętom typu Skipjack, stąd też zastosowano go nie tylko w tych jednostkach, lecz także w 51 okrętach typu Thresher (licząc łącznie z pochodnymi), turbinowo-elektrycznej jednostce USS „Glenard P. Lipscomb” oraz 41 okrętach systemu Polaris/Poseidon. Wszelkie testy tego napędu wypadały bardzo dobrze, co potwierdzały z doskonałymi rezultatami również próby napędu myśliwskiego USS „Thresher”. Okręty SSBN typu George Washington były jednakże w prostej linii powiększonymi jednostkami Skipjack ze wszystkimi ich wadami, z niewielką też częścią technologii wyciszenia zastosowanych w okrętach typu Thresher.

### System komunikacji
Wprowadzony do użytku operacyjnego w 1969 roku system komunikacyjny TACAMO (Take charge and move out) korzystał z 12 samolotów EC-130 wyposażonych w nadajniki VLF z ciągniętymi antenami o długości 22 000 stóp (6,7 km), z wykorzystaniem specjalnej techniki ciasnego krążenia w celu utrzymania anten w pozycji pionowej. W 1972 roku Special Communications Project Office określił TACAMO jako jedyny współcześnie i najprawdopodobniej aż do późnych lat siedemdziesiątych zdolny do operacyjnego przetrwania w warunkach bojowych element w posiadaniu marynarki. Mimo że w systemie przewidziane było użycie co najmniej jednego samolotu w każdym czasie nad Oceanami Spokojnymi i Atlantyckim, założenie to prawdopodobnie nigdy nie zostało osiągnięte. W rzeczywistości, niezależnie od faktu, iż system zapewniał najpewniejszą formę komunikacji w warunkach wojny nuklearnej, TACAMO padł ostatecznie ofiarą dążenia marynarki do korzystania z systemu ELF, w wersji Sanguine, a następnie Seafarer.

### Uzbrojenie i system kontroli ognia
Podstawowym, wynikającym z roli systemu FBM, uzbrojeniem okrętów typu George Washington były rakietowe pociski balistyczne SLBM (submarine-launched ballistic missile). W dodatkowej sekcji o długości 39,6 metra, jednostki SSBN598 mieściły szesnaście wyrzutni po jednym pocisku Polaris A-1, a od lat 1966–1967 Polaris A-3. Okręty te nigdy natomiast nie były wyposażone w pociski Polaris A-2 i Poseidon C-3, które znalazły się na wyposażeniu innych typów okrętów FBM pierwszej generacji. Pociski Polaris mogły być wystrzeliwane podczas całkowitego zanurzenia okrętów na głębokość około 60 stóp (18,3 m), z możliwością wykonywania strzałów około jednego pocisku na minutę.

#### UGM-27APolarisA-1
Pierwszym pociskiem przenoszonym przez jednostki tego typu był naprowadzany układem bezwładnościowym, dwustopniowy na paliwo stałe, Polaris A-1 o zasięgu 1200 mil morskich (2220 km). Pocisk ten przenosił jedną głowicę Mk 1/W47-Y1 o mocy 600 kt. Całkowita masa startowa pocisku wynosiła 12 700 kg, długość 8,53 m, szerokość zaś 1,37 m. Po wystrzeleniu na orbitę radzieckiego Sputnika, Draper Laboratory opracowało dla pocisków Polaris system nawigacji Mk 1, oparty na zanurzonym w cieczy żyroskopie IRIG (Inertial Rate-integrating Gyroscope) zastosowaniem akcelerometru PIGA (Pendulating Integrating Gyroscopic Accelerometer).
W pocisku zastosowano też komputer pokładowy – pierwszy cyfrowy, w pełni tranzystorowy komputer nawigacyjny, znany jako cyfrowy analizator różniczkowy, zoptymalizowany do wykonywania jedynie kilku powtarzalnych obliczeń niezbędnych do rozwiązania kilku równań różniczkowych używanych w Q-guidance. Używający komponentów wykonanych z germanu Mk 1 korzystał z około 400 bramek, liczby porównywalnej z wykorzystywanymi przez współczesne zegarki cyfrowe. Cały system zapewniał pociskowi celność CEP 6000 stóp (1828,8 m) na dystansie 1200 mil morskich (2224 km).
2 czerwca 1964 roku, USS „George Washington” powrócił do bazy Charleston w Karolinie Południowej, gdzie wyładowano z niego pociski A-1 w przygotowaniu do planowego remontu, który miał przejść w Electric Boat w Groton w stanie Connecticut. W ten sposób zakończono rozpoczętą w listopadzie 1960 roku służbę tego okrętu z wyposażeniem w postaci pocisków Polaris A-1. Ostatnim okrętem typu George Washington, który zakończył służbę z pociskami tego modelu był USS „Abraham Lincoln”, z którego wyładowano pociski A-1 14 października 1965 roku. Z tym dniem, Polaris A-1 oficjalnie zakończyły służbę w amerykańskiej marynarce wojennej. Kolejno powracające do służby po przeprowadzeniu rutynowych remontów okręty typu SSBN598, wyposażano już w nowe pociski Polaris A-3.

#### UGM-27CPolarisA-3

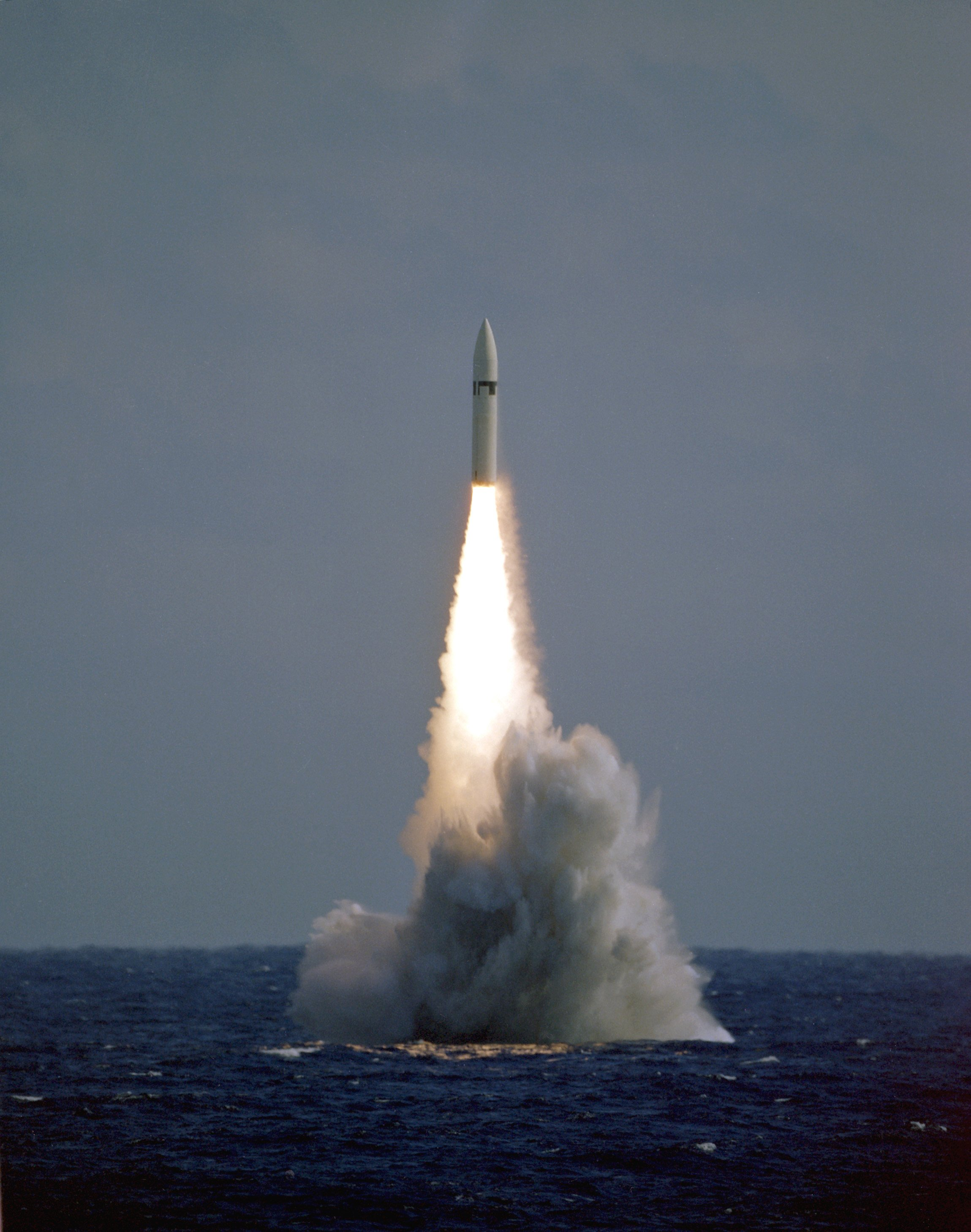
Start testowy Polaris A-3
z USS „Robert E. Lee”

Pociski Polaris A-1 od początku ich programu traktowane były jako pociski przejściowe, opracowywanie których zmierzało jedynie do jak najszybszego wprowadzenia do służby morskich pocisków balistycznych na paliwo stałe. Mimo iż program A-1 (a także Polaris A-2) przebiegał zgodnie z założonym harmonogramem, już w 1959 roku SPO rozpoczęło prace nad pociskiem następnej generacji. Początkowo oczywistym celem wydawało się zwiększenie zasięgu pocisku oraz powiększenie głowicy, wkrótce jednak szef operacji morskich (CNO) zaczął rozważać możliwość osiągnięcia przez system zdolności do wykonywania uderzeń typu counterforce, czyli ataku na siły jądrowe Związku Radzieckiego, co zrównałoby system FBM z możliwościami systemu balistycznego ICBM sił powietrznych. W tym czasie szereg jednak przyczyn złożyło się na to, że zamierzenia CNO nie były możliwe do realizacji. Pierwszą z nich było moratorium Stanów Zjednoczonych na testy jądrowe, co uniemożliwiło testowanie głowic, a jedynymi dostępnymi większymi głowicami były głowice sił powietrznych. Drugą okolicznością był fakt, że Związek Radziecki (podobnie jak i Stany Zjednoczone) zaczął rozwijać system obrony antybalistycznej. Ostatnia okoliczność spowodowała, iż dostrzeżono konieczność przeciwdziałania sowieckiej obronie antybalistycznej zarówno poprzez opracowanie pakietu penetration aids PX-1, jak też instalację w pociskach A-3 trzech wystrzeliwanych na jeden cel głowic MRV. Opracowany przez Lockheeda pakiet PX-1 zawierał sześć głowic pozornych, urządzenia zakłócające fazy środkowej lotu pocisku balistycznego oraz elektroniczne urządzenia zakłócające fazy powrotnej. Od lipca 1963 do lipca 1964 roku wyprodukowano 221 pakietów PX-1. Pakiet ten uważano za udany, jednakże wystąpiły pewne problemy z bateriami skutkujące zmniejszonym stopniem pewności co do niezawodności pakietu; instalacja PX-1 ograniczała też zasięg pocisku. Istniała też pewna niechęć do różnicowania konfiguracji pocisków w siłach FBM. Ostatecznie, pakiet zainstalowano w pociskach jedynie kilku okrętów. SPO dążyło pierwotnie do umożliwienia A-3 przenoszenia jednej głowicy o mocy 1 Mt bez użycia głowic, które nie były wcześniej testowane bądź pochodziły z programu sił powietrznych. Zamiast jednak zastosowania pojedynczej głowicy, jak w pociskach A-1 i A-2, SPO dokonała technologicznego przełomu w rozwoju systemów MRV (Multiple Reentry Vehicle), zastępując 1 głowicę o mocy 1 Mt, trzema głowicami MRV W58 o mocy 200 kt, które zapewniły jej megatonowy ekwiwalent. Trzy przenoszone przez A-3 głowice separowały się z pocisku w taki sposób, aby ich miejsca eksplozji tworzyły razem wzór trójkąta. Wywołany trzema eksplozjami o mocy 200 kiloton podmuch powietrza, tworzyć miał nadciśnienie, które uważano za niezbędne do zniszczenia budynków – siedem funtów na cal kwadratowy (0,49 kG na cm²) – na obszarze odpowiadającym obszarowi rażenia nadciśnienia powstałego z wybuchu jednej głowicy o mocy 1 megatony. 28 września 1964 roku Polaris A-3 wyszły na pierwszy patrol w ramach misji odstraszania strategicznego pod pokładem USS „Daniel Webster” typu Lafayette, w latach zaś 1966-1967 uzbrojono w nie wszystkie kolejno powracające z planowych remontów jednostki typu George Washington.

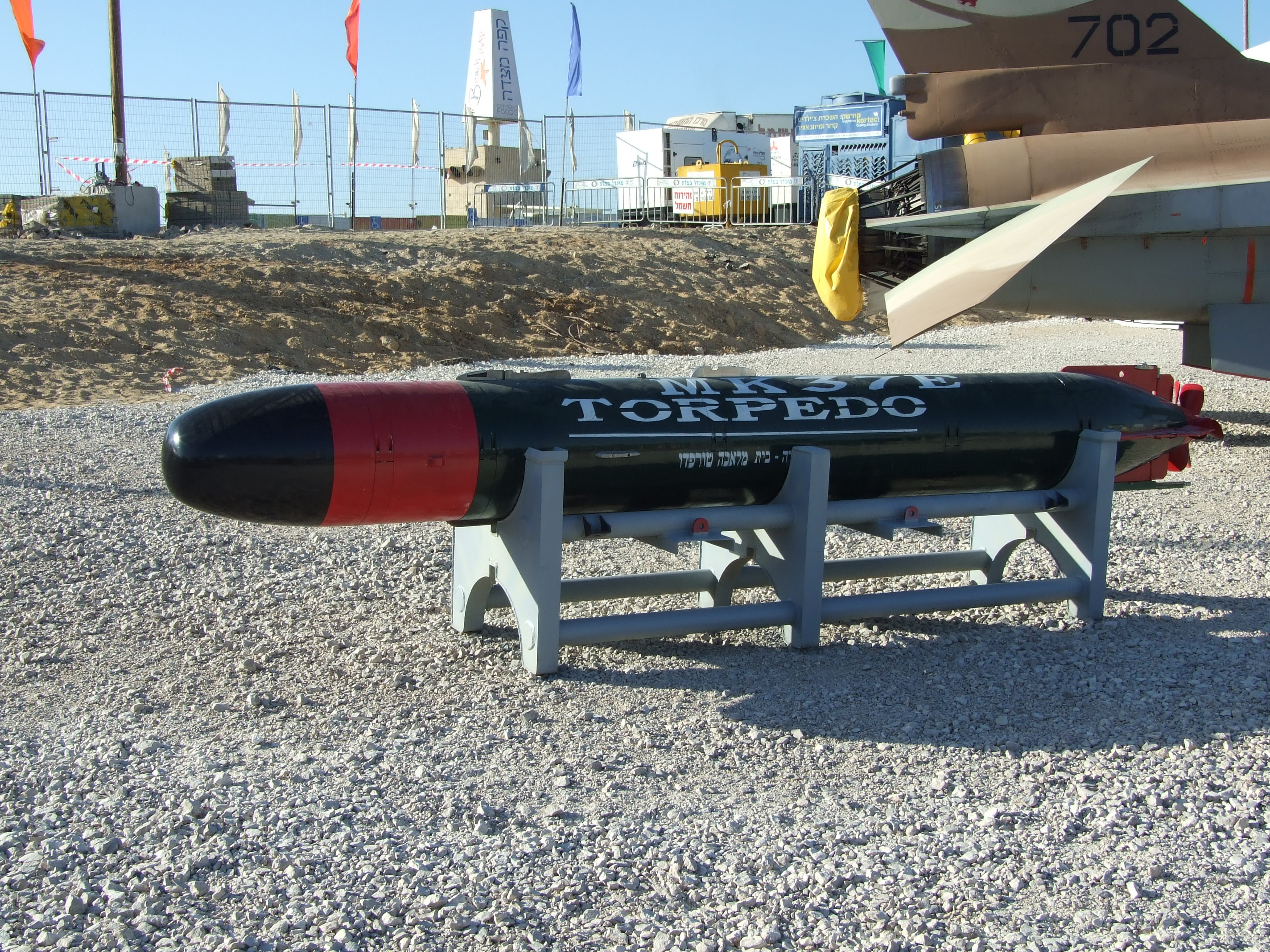
Torpeda Mark 37

W związku z obserwowanym rozwojem radzieckiego systemu antybalistycznego (ABM) Galosz, głowice Mk 2 pocisków A-3 zaopatrzono w układy elektroniczne o zwiększonej odporności na impuls elektromagnetyczny (EMP) opracowane w programie „Topsy”. Modyfikacjom mającym na celu ułatwienie pociskowi pokonywania radzieckiego systemu ABM poddano również układ naprowadzania pocisku. Wszystkie te zmiany zmierzały do zapewnienia ochrony zarówno przed bezpośrednią radiacją nuklearną, jak też efektem EMP. W tym celu oryginalne pociski A-3 (A3P) pod koniec lat sześćdziesiątych zastąpiono pociskami A3T.

#### Uzbrojenie konwencjonalne
Niezależnie od pocisków balistycznych, okręty podwodne typu George Washington uzbrojone były w 12 torped kalibru 21” (533 mm). Przejmując zasadnicze zręby projektu okrętów myśliwskich typu Skipjack, w jednostkach typu SSBN598 zachowano 6 dziobowych wyrzutni torpedowych, które mieściły odpowiadającą im liczbę torped, sześć pozostałych natomiast jednostek tego rodzaju broni stanowiło przechowywany w okręcie zapas. W ciągu 26 lat służby tych okrętów w United States Submarine Force, jednostki SSBN598 wyposażone były w torpedy Mark 14-6, Mk 37, Mk NT37 lub Mark 48.

## Służba

### System dwóch załóg
Program jednostek George Washington utorował drogę koncepcji dwóch wymiennie przejmujących okręt załóg. 1 lipca 1958 roku, 14. eskadra okrętów podwodnych (SUBRON-14) pod dowództwem kpt. Norvella Warda otrzymała zadanie opracowanie operacyjnej doktryny użycia dwóch załóg dla jednostek SSBN598 i przyszłych typów okrętów SSBN. SUBRON-14 miała swoją siedzibę w bazie marynarki Holy Loch Refit Site One w Szkocji, gdzie wyposażona była w statek zaopatrzeniowy (okręt-bazę) okrętów podwodnych, pływający suchy dok, dwa warsztaty oraz barkę. Eskadra odpowiedzialna była za trening, ekwipunek oraz administrację pierwszymi okrętami SSBN. Opracowany przez nią system dwóch załóg dla każdego pojedynczego okrętu podwodnego zakładał posiadanie przez każdą jednostkę załogi „złotej” oraz „niebieskiej”. Każda z tych załóg miała przebywać na patrolu przez 180 dni rocznie – podczas gdy jedna załoga odbywała sześćdziesięciodniowy patrol, druga pozostawała na lądzie, przygotowując się do wyjścia na patrol po powrocie pierwszej załogi. System ten zapewnia bardzo sprzyjające warunki do treningu na lądzie oraz spędzania dużej ilości czasu z rodzinami przed wyjściem w morze. Po powrocie do bazy jednej załogi, okręt przejmowany jest przez drugą załogę. Podczas gdy poprzednia załoga okrętu może odpoczywać po patrolu i szkolić się, załoga która przejęła okręt przygotowuje jednostkę do wyjścia w morze, po czym prowadzi okręt na następny patrol.
Przez pierwsze 15 lat zimnej wojny amerykańskie okręty podwodne były obsługiwane przez relatywnie wąską elitę, w całości dobrowolną grupę. W konsekwencji zakrojony na szeroka skalę program okrętów Polaris doprowadził do powstania problemu obsady jednostek. US Navy bowiem musiała w ciągu sześciu lat zapewnić 82 załogi o najwyższym stopniu wyszkolenia, po 136 osób każda, plus załogi dla dwudziestu nowych okrętów myśliwskich – po około 100 osób na każdą jednostkę. Stało się to wąskim gardłem programu, powodem przeprowadzenia bardzo trudnego naboru, w którym do służby na nowych jednostkach podwodnych w latach 60. XX wieku przyjmowano nieraz starszych oficerów i marynarzy. W rzeczywistości, z powodu braku wystarczającej liczby personelu o odpowiedniej jakości, okręty podwodne często musiały wychodzić w morze z załogami w znaczącej części składającymi się z nowo przyjętych członków. Marynarka amerykańska aż do masowej redukcji personelu po zakończonej zimnej wojnie nie otrząsnęła się z wszystkich błędów popełnionych przez zatrudnionych w ten sposób z konieczności oficerów oraz polityki personalnej tego okresu. W tej sytuacji, fakt uniknięcia przez amerykańską flotę tego czasu poważnych wypadków, świadczy o jakości kadry oficerskiej okrętów oraz o poziomie szkolenia – przede wszystkim w bazie New London. US Navy nie szukała rozwiązania problemów personalnych na drodze znacznego zwiększenia stopnia automatyzacji okrętów. Ostatnie typy amerykańskich okrętów podwodnych zredukowały liczbę członków załóg zaledwie o pięć procent względem liczebności załóg sprzed dwudziestu pięciu lat. W rzeczywistości taka sytuacja jest dla amerykańskiej marynarki satysfakcjonująca, nie zmieniają tego stanu nawet najnowocześniejsze myśliwskie okręty typu Seawolf oraz Virginia.

### Polaris– z głębin do celu
USS „George Washington” został oficjalnie przyjęty do służby 20 grudnia 1959 roku. 18 czerwca 1960 roku wyszedł w morze z dwoma nieuzbrojonymi pociskami Polaris A-1, celem przeprowadzenia pierwszego amerykańskiego odpalenia pocisku balistycznego z okrętu podwodnego. Pod pokładem okrętu znajdował się między innymi kontradmirał William Raborn – szef SPO – oraz obydwie załogi, a także pewna liczba techników – razem około 250 osób. W trakcie odpalenia wystąpiły niewielkie problemy procedury odliczania przed startem, co spowodowało, iż okręt powrócił do portu, rezygnując z odpalenia dwóch zaplanowanych do wystrzelenia pocisków. Po usunięciu usterek okręt ponownie wyszedł w morze, 20 lipca 1960 roku o godzinie 12:39 dokonując historycznego pierwszego odpalenia pocisku balistycznego z pokładu zanurzonego okrętu podwodnego. Po udanym strzale, kadm. Raborn wysłał z pokładu okrętu bezpośrednią depeszę do prezydenta Dwighta Eisenhowera o treści POLARIS – FROM OUT OF THE DEEP TO TARGET. PERFECT (Polaris – z głębin do celu. Perfekcyjnie). Stanowiło to nie tylko pierwsze amerykańskie odpalenie pocisku SLBM, lecz także pierwsze w historii odpalenia pocisków balistycznych z zanurzonego okrętu. Niecałe dwie godziny później, USS „George Washington” wystrzelił drugi pocisk, który trafił w inny cel oddalony o 1100 mil morskich.
Na pierwszy operacyjny patrol bojowy USS „George Washington” wyszedł 15 listopada 1960 roku. Podczas tego patrolu przenosił 16 pocisków Polaris A-1 o zasięgu 1200 mil morskich, uzbrojonych w bojowe głowice jądrowe W47 o mocy 600 kiloton każda. SSBN-598 przebywał na patrolu 67 dni, z czego 66 w pełnym zanurzeniu, a przed jego powrotem do bazy 30 grudnia 1960 r. na patrol wyszedł drugi okręt Polaris – „Patrick Henry”, co dało początek regularnym patrolom amerykańskich okrętów SSBN. Planiści US Navy przygotowywali miejsca dyslokacji okrętów SSBN na obszarze Atlantyku i Pacyfiku, administracja prezydenta Kennedy’ego zdecydowała jednak wysłać trzy okręty Polaris na Morze Śródziemne, w zastępstwie wycofywanych z Turcji w związku z zakończeniem kryzysu kubańskiego pocisków IRBM Jupiter. W celu ujawnienia Związkowi Radzieckiemu obecności Polaris na tym akwenie, pierwszy okręt SSBN, który wszedł na Morze Śródziemne – „Sam Houston” typu Ethan Allen – 14 kwietnia 1963 roku wpłynął do tureckiego portu w Izmirze. Wejście „San Houston” do Izmiru było pierwszą wizytą okrętu Polaris w zagranicznym porcie, poza Refit Site One w Holy Loch w Szkocji – będącą od marca 1961 r. wysuniętą bazą tych okrętów. Pierwszym okrętem SSBN, który rozpoczął patrol w ramach strategicznego odstraszania na Pacyfiku, był jednak dopiero „Daniel Boone” typu Lafayette, który opuścił bazę Guam 25 grudnia 1964 r., mając w swych wyrzutniach 16 pocisków Polaris A-3.

### Patrole operacyjne
Okręty podwodne systemu Polaris spełniały tylko jedną misję – gotowości do odpalenia wszystkich bądź niektórych przenoszonych przez siebie pocisków, w każdym czasie w którym będzie to wymagane. Dla systemu rakietowego Polaris, w tym także okrętów podwodnych typu George Washington, ustanowono w tym celu ścisły schemat patroli. Z powodu małego zasięgu przenoszonych przez pierwsze okręty balistyczne pocisków, patrole jednostek typu SSBN598 ograniczone były początkowo do Morza Norweskiego. Standardową praktyką były tworzone przez trzy okręty jednocześnie „łańcuchy”. Każdemu łańcuchowi przydzielone były dwa zestawy celów, które były „przenoszone” z jednego okrętu na drugi, w połowie jego patrolu. Trzeci okręt pełnił w tym czasie rolę jednostki wsparcia (w tym zaopatrzenia) oraz przejmował pierwszy zestaw celów, w chwili gdy pierwsza jednostka łańcucha wracała z patrolu. W ten sposób, trzy okręty zapewniały ciągłe pokrycie dwóch zestawów celów. W oparciu o ustanowiony wówczas schemat operacyjny, łącznie z okrętami operującymi na Atlantyku i Pacyfiku, działały wszystkie następne amerykańskie podwodne systemy rakietowe po czasy współczesne. System łańcuchów wymaga wysokiego poziomu standaryzacji, gdyż wszystkie okręty łańcucha muszą być wyposażone w taką samą liczbę głowic tego samego typu, a w odpowiednich przypadkach także penetration aids.

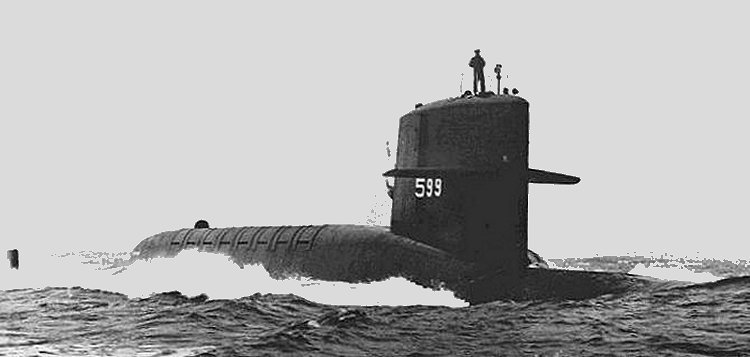
USS „Patrick Henry” na powierzchni

W trakcie patrolu, system nawigacyjny okrętów musi dokonywać stałych aktualizacji pozycji oraz przekazywać te dane systemowi kontroli ognia. Także systemy komunikacyjne okrętu pracują w trybie ciągłym, w oczekiwaniu na informacje ze strony dowództwa, zwłaszcza zaś sygnały bojowe, w tym przede wszystkim EAM. Emergency Action Message z rozkazem odpalenia jednego lub większej liczby pocisków, musi pochodzić od najważniejszych w państwie osób, co w pierwszej kolejności oznacza Prezydenta oraz Sekretarza Obrony. Amerykańska polityka w zakresie podjęcia działań nuklearnych nie uznaje zasady, iż brak komunikacji z dowództwem oznacza jego zniszczenie w ataku nuklearnym i nie daje dowódcy okrętu podstawy do odpalenia jego pocisków. W celu ich odpalenia dowódca okrętu musi otrzymać wyraźny rozkaz takiego działania. W przeciwieństwie do większości broni nuklearnej w arsenale amerykańskim, głowice jądrowe przenoszone przez amerykańskie okręty podwodne nie zostały wyposażone w permisywny bezpiecznik użycia (Permissive Action Link – PAL), wymagający w celu użycia broni podania specjalnego kodu aktywacji. PAL został wprowadzony po raz pierwszy w 1960 roku, w celu zapobieżenia nieautoryzowanemu użyciu broni nuklearnej w lądowych strategicznych siłach jądrowych United States Air Force. Marynarka wojenna Stanów Zjednoczonych oparła się jednak wprowadzeniu PAL do swoich systemów, gdyż opanowanie należących do niej okrętów, a w ślad za tym broni nuklearnej, przez osoby nieupoważnione było bardzo mało prawdopodobne. Nie bez znaczenia w tym przypadku był również fakt, iż kod uruchamiający PAL musiałby zostać przekazany na okręt za pomocą systemu łączności, co mogłoby go zniekształcić. Zamiast PAL, broń atomową na amerykańskich okrętach podwodnych zabezpiecza konieczność zachowania przez kilka osób jednocześnie ścisłej procedury – niemożliwej do przeprowadzenia przez pojedynczą osobę. W przeciwieństwie do należących do sił powietrznych pocisków ICBM, znajdujące się w posiadaniu US Navy pociski SLBM nie utrzymują swoich systemów naprowadzania w stanie permanentnej aktywności. Zamiast tego muszą być stale utrzymywane w odpowiedniej temperaturze, w gotowości do natychmiastowego wzbudzenia. Przeprowadzona na pokładzie okrętu wieloosobowa procedura uruchamia zarówno proces przygotowania pocisków do startu, jak też – za pośrednictwem systemu kontroli ognia – ich systemów naprowadzania. System kontroli ognia wskazuje systemom nawigacyjnym pocisku kierunek góry w lokalnym pionie, a następnie zaopatruje je w dane dotyczące celów. Większość z tych danych oparta jest na obliczeniach dokonanych uprzednio na lądzie przez Centrum Broni Nawodnej Marynarki – (NSWCDD) w Dahlgren w stanie Wirginia. Po przekazaniu wszystkich informacji systemowi nawigacyjnemu pocisku, system kontroli ognia dokonuje ich ciągłych aktualizacji. Tuż przed startem pocisku, wszystkie jego systemy przełączane są na zasilanie wewnętrzne, do systemu nawigacyjnego i naprowadzania przekazywane są ostatnie instrukcje, głowice bojowe otrzymują dane dotyczące żądanego momentu eksplozji, a sam system nawigacyjny pocisku rozpoczyna pracę w trybie bezwładnościowym.

### Wysunięte bazy okrętówGeorge Washington

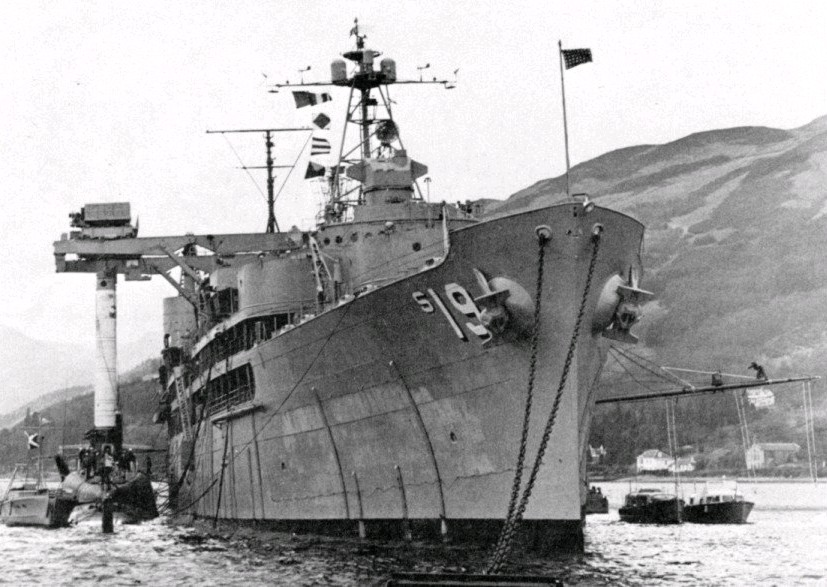
„Patrick Henry” w trakcie pobierania pocisków Polaris A-1 ze statku zaopatrzenia „Proteus” w bazie Holy Loch

Skutkiem niewielkiego zasięgu pocisków Polaris, marynarka wojenna USA potrzebowała wysuniętych baz w niedużej odległości od Związku Radzieckiego, z których jej okręty mogły operować bez konieczności każdorazowego powrotu do odległych baz w kontynentalnych Stanach Zjednoczonych po skończonym patrolu. Konieczność powrotu do bazy na kontynencie amerykańskim wiązałaby się bowiem z dużą stratą czasu niezbędnego dla przejścia do wyznaczonego rejonu i powrotu z niego po patrolu. Możliwość wymiany w wysuniętych bazach załóg, zaopatrzenia okrętów oraz dokonywania drobnych napraw między kolejnymi patrolami, mogła znacznie ułatwić prowadzenie rutynowej działalności operacyjnej floty FBM. W tym celu okrętom 41 for freedom zapewniono możliwość prowadzenia działań z kilku wysuniętych baz: Naval Base Guam w Apra Harbor na wyspie Guam, Naval Station Rota w hiszpańskiej Rocie oraz Holy Loch Refit Site I w Szkocji. Bazy te zostały przystosowane do potrzeb w zakresie wymiany załóg okrętów, dostaw żywności, części zamiennych, torped i pocisków balistycznych, a także drobnych napraw. Stałymi bazami, z których operowały jednostki typu George Washington, została Holy Loch (gdzie stacjonował „Patrick Henry”) oraz Refit Site III na wyspie Guam, stanowiąca port operacyjny dla „George’a Washingtona”, „Theodore’a Roosevelta”, „Roberta E. Lee” i „Abrahama Lincolna”. W bazach tych okręty Polaris zaopatrywane były przez statki zaopatrzenia okrętów podwodnych typów typu Fulton oraz Victory.

#### Holly Loch

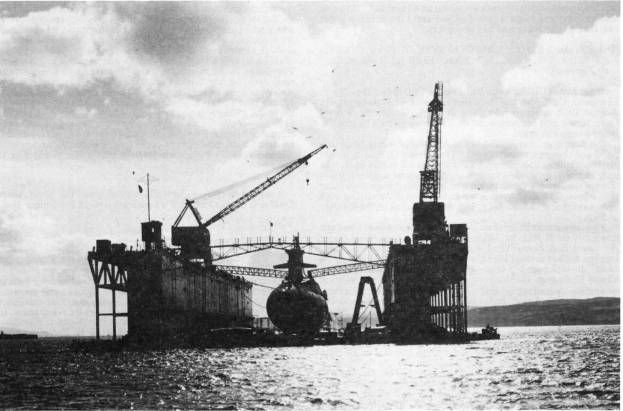
Holy Loch. „Abraham Lincoln” w doku „Los Alamos”

Refit Site One w zatoce Holy Loch rozpoczęła działalność w marcu 1961 roku wraz z zawinięciem do niej okrętu bazy jednostek podwodnych USS „Proteus”. Era patroli z tej bazy w ramach strategicznego odstraszania nuklearnego rozpoczęła się jeszcze w tym samym roku, kiedy wyszedł z niej na patrol USS „George Washington”. W ciągu następnych lat w bazie tej rozpoczęły się lub zakończyły setki patroli strategicznych okrętów podwodnych. Z uwagi na fakt, iż stałe utrzymywanie załóg okrętów podwodnych w Holy Loch nie było praktyczne, Refit Site 1 nie była portem macierzystym dla żadnej z nich. Wymagałoby to bowiem zbyt szeroko zakrojonej działalności pomocniczej na brzegu. Zamiast tego, załogi dostarczano do Szkocji transportem lotniczym z baz w Stanach Zjednoczonych, po czym w ten sam sposób wracały tam po zakończeniu patrolu. Centralnym elementem bazy był zakotwiczony pośrodku Holy Loch (ze względów bezpieczeństwa nie przy nabrzeżu) okręt-baza okrętów podwodnych (tender) spełniający rolę warsztatu, magazynu zaopatrzenia oraz broni. Wszystkie tendry zorganizowane są według określonego schematu – zgodnie z którym podzielone są na odrębne specjalistyczne sekcje:
- sekcja operacji odpowiedzialna jest za bezpieczeństwo prowadzonych przez okrętu operacji w morzu – jej specjalnością jest komunikacja oraz nawigacja;
- sekcja inżynieryjna odpowiedzialna jest m.in. za systemy napędowe okrętów, systemy pary, systemy elektryczne, systemy słodkiej wody, ochronę przeciwpożarową oraz kontrolę uszkodzeń; sekcja ta zapewnia również zaopatrzenie w słodką wodę i prąd elektryczny okrętów zacumowanych przy tendrze;
- sekcja zaopatrzenia zaopatruje okręty w żywność, części zamienne oraz inne materiały;
- sekcja uzbrojenia ma w swojej pieczy systemy broni okrętów, w tym torpedy i pociski rakietowe;
- ostatnią i najważniejszą sekcją jest sekcja napraw okrętów.

Obok tendra, stałym wyposażeniem bazy w Holy Loch był pływający suchy dok umożliwiający naprawy i malowanie kadłuba okrętów podwodnych. Rolę suchego doku pełnił w Refit Site 1 USS „Los Alamos”, dzięki któremu tendry uzyskały możliwość wykonywania wielu napraw okrętów podwodnych, które przy jego braku mogłyby być wykonywane jedynie w stoczni. Innymi elementami wyposażenia bazy są barki, zapewniające dodatkową przestrzeń roboczą i magazynową, a także holowniki i inne małe jednostki pływające służące głównie do przewozu personelu i zaopatrzenia.
Pierwszym tendrem w Holy Loch był „Proteus”, który jednak szybko zakończył w niej służbę, zastąpiony już na początku 1963 roku przez USS „Hunley” – tender typu Hunley.
Ostatnim patrolem strategicznym przeprowadzonym z Holy Loch był przeprowadzony w roku 1991 patrol, kiedy to w morze wyszedł okręt typu Benjamin Franklin USS „Will Rogers”. Ostatecznie, baza została oficjalnie zamknięta 3 marca 1992 roku.

#### Guam
Początkowo USS „George Washington” operował z bazy New London na wschodnim wybrzeżu Stanów Zjednoczonych. Od 1964 roku portem macierzystym tego okrętu stała się baza w Pearl Harbor na Pacyfiku. Mimo to, przez większość służby SSBN-598 wykorzystywał port w Guam jako bazę dla prowadzonej przez siebie działalności operacyjnej. W bazie tej, wraz z innymi okrętami zaopatrywany był przez okręt zaopatrzeniowy floty FBM USS „Proteus”, dopóki „Proteus” nie zmienił miejsca swojej działalności na Holy Loch. Naval Base Guam w Apra Harbor wykorzystywana była jako baza wsparcia dla okrętów Polaris przez cały okres ich służby. U progu jednak wejścia do służby operacyjnej okrętów systemu Trident typu Ohio, z pociskami Trident II o zasięgu 11 000 km, kwestia czasu przejścia okrętu z portu do wyznaczonego rejonu patrolu straciła krytyczne znaczenie. Z tego powodu baza na wyspie Guam przestała być elementem amerykańskiego systemu odstraszania nuklearnego, a okręty podwodne przestały operować z jej wykorzystaniem.

## Zakończenie służby
Na skutek ograniczeń nałożonych traktatem SALT I z 1972 r., we wczesnych latach 80., w celu umożliwienia wejścia do służby pierwszych okrętów Ohio, że służby w US Navy wyłączone zostały „Theodore Roosevelt” i „Abraham Lincoln”. Z „George’a Washingtona”, „Patricka Henry’ego” oraz „Roberta E. Lee” usunięto pociski balistyczne, zaś okręty przeklasyfikowano na jednostki myśliwskie. Już jednak w latach 1983–1985 wycofano je całkowicie ze służby w US Navy, nie spełniały bowiem warunków niezbędnych do służby w roli okrętów myśliwskich. Były powolne i hałaśliwe, dysponowały też zbyt słabym uzbrojeniem i niewystarczająco sprawnym układem sonarowym. Okręty podwodne typu George Washington stały się w ten sposób pierwszymi wycofanymi ze służby jednostkami SSBN.

## 41 for freedom
Konstrukcja i rozwój okrętów typu George Washington – podobnie jak całego systemu Polaris/Poseidon – była reakcją na stwierdzony w późnych latach pięćdziesiątych lawinowy rozwój radzieckich sił strategicznych i systemów satelitarnych. Powodowane tym obawy zapoczątkowały zarówno rozwój amerykańskich programów Polaris SLBM, jak też Minuteman ICBM. Pięć jednostek tego typu – jakkolwiek wkrótce przestarzałe – szybko stało się samodzielnym elementem amerykańskiej triady nuklearnej. W 1961 roku sekretarz obrony Robert McNamara opisał system Polaris jako posiadający największy potencjał przetrwania w warunkach wojny jądrowej, z wszystkich amerykańskich systemów strategicznych. Pociski Polaris nie muszą zostać wystrzelone w pierwszych chwilach takiej wojny, mogą stanowić rezerwę strategiczną i być użyte do kontrolowanej akcji zmierzającej do osiągnięcia celów wojennych, zwłaszcza jako idealny środek strategicznego jądrowego odwetu na radzieckich miastach. Ich stosunkowo niewielka, z technicznego punktu widzenia, przydatność do niszczenia celów „twardych” – jak radzieckie lądowe wyrzutnie pocisków międzykontynentalnych – rekompensowana była technologiczną wyższością nad sowiecką flotą podwodną, co zwłaszcza początkowo czyniło je niewrażliwymi na radzieckie środki zwalczania okrętów podwodnych tego czasu. W tym samym (1961) roku, rzecznik radzieckiej marynarki wojennej stwierdził w tajnej wówczas publikacji, że Związek Radziecki nie tylko nie dysponuje siłami zdolnymi do zwalczania amerykańskich balistycznych okrętów podwodnych, lecz siły do tego niezbędne nie zostały jeszcze nawet teoretycznie zdefiniowane. W odpowiedzi na system Polaris, Związek Radziecki rozpoczął kilka dużych programów badawczych i konstrukcyjnych w zakresie systemów zwalczania okrętów podwodnych, jednak aż do późnych lat siedemdziesiątych systemy te nie stanowiły rzeczywistego zagrożenia dla amerykańskich strategicznych okrętów podwodnych. Nawet wówczas – w 1978 roku, sekretarz obrony USA Harold Brown zauważył:

System SLBM spełnia krytyczną rolę, jako system o największych możliwościach przetrwania sowieckiego pierwszego uderzenia spośród wszystkich elementów triady nuklearnej, zarówno aktualnie, jak i w dającej się przewidzieć przyszłości. W rezultacie, siły SLBM wnoszą duży wkład w stabilizację sytuacji w przypadkach kryzysowych. Istnienie trudnego do zniszczenia morskiego systemu balistycznego, zmniejsza sowiecką motywację do rozbudowy sił pierwszego uderzenia jądrowego na strategiczne siły jądrowe USA i do planowania ataku na Stany Zjednoczone, gdyż taki atak nie wyeliminuje naszej zdolności do jądrowego odwetu.

W programie Polaris wybudowano pięć okrętów typu George Washington (SSBN 598, SCB 180A). Program był następnie kontynuowany w oparciu o projekt SCB 180, wprowadzając typ Ethan Allen (SSBN 616). W konstrukcji zastosowano nową, amortyzowaną siłownię. Ten projekt został następnie zmodyfikowany przy budowie okrętów nowego typu Lafayette (SSBN 616, SCB 216) w celu zwiększenia przestrzeni dla obsługi i załogi. Ostatnim typem okrętów Polaris były jednostki Benjamin Franklin (SSBN 640, SCB 216A) z bardziej wyciszoną maszynownią i jedynie czterema wyrzutniami torpedowymi.
Budowa całego systemu Polaris w zaledwie kilka lat była nadzwyczajnym osiągnięciem. Co czyni je jeszcze bardziej w warunkach amerykańskich niezwykłym, BuShips i Zarząd Energii Nuklearnej Rickovera sprawowały formalną kontrolę nad swoimi częściami programu; BuShips nad konstrukcją okrętów, adm. Rickover natomiast nad reaktorami jądrowymi. W tych warunkach, łatwo było o biurokratyczne spory i wyniszczające walki rozsadzające program Polaris od środka. Jednym ze znaczących czynników przyspieszających i ułatwiających proces budowy całego systemu, była jego pilna potrzeba, w rzeczywistości żywotna – nie tylko dla państwa, lecz także dla samej US Navy. Nie wszyscy co prawda podzielali optymizm co do realności planów budowy floty FBM w takim kształcie i tempie, jednakże przeciwstawiała się temu energia i sprawność admirała Raborna oraz wsparcie udzielane mu przez Szefa Operacji Morskich admirała Arleigha Burke. Na dodatek, admirał Rickover, który zrealizował zaledwie kilka lat wcześniej swój najważniejszy cel – doprowadzenie do użytku napędu jądrowego, dzięki programowi Polaris otrzymał możliwość jego zastosowania na masową skalę. Bez tego programu trudno byłoby mu znaleźć chętnego do użytku na porównywalną skalę dość drogich technologii opracowanych przez jego zespół.
Opracowany i przygotowany przez Stany Zjednoczone w ekspresowym tempie system FBM 41 for freedom, był systemem na tyle udanym, iż stał się modelem rozwoju analogicznych sił Związku Radzieckiego, Chin, Francji i Wielkiej Brytanii. Program 41 for freedom okazał się sukcesem tak z punktu widzenia szybkości przygotowania systemu, jak też w aspekcie technologicznym, na kilka lat zapewniając amerykańskiemu systemowi strategicznego odstraszania, praktycznie niewrażliwy na przeciwdziałanie ze strony ZSRR element triady nuklearnej. Program ten zaangażował instytucje badawcze oraz wiele gałęzi amerykańskiego przemysłu – łącznie, uczestniczyło w nim ponad 20 000 osób w przemyśle i instytucjach rządowych.